# Liste der Biografien/Rat
Liste der Biografien |
Portal Biografien |
Personensuche
# |
A |
B |
C |
D |
E |
F |
G |
H |
I |
J |
K |
L |
M |
N |
O |
P |
Q |
R |
S |
T |
U |
V |
W |
X |
Y |
Z |
?
 
Ra |
Rb |
Rd |
Re |
Rh |
Ri |
Rj |
Rk |
Rl |
Rm |
Rn |
Ro |
Rr |
Rs |
Rt |
Ru |
Rv |
Rw |
Rx |
Ry |
Rz
 
Raa |
Rab |
Rac |
Rad |
Rae–Rah |
Rai |
Raj |
Rak |
Ral |
Ram |
Ran |
Rao |
Rap |
Raq |
Rar |
Ras |
Rat |
Rau |
Rav |
Raw |
Rax |
Ray |
Raz
Die Liste der Biografien führt alle Personen auf, die in der deutschsprachigen Wikipedia einen Artikel haben. Dieses ist eine Teilliste mit 621 Einträgen von Personen, deren Namen mit den Buchstaben „Rat“ beginnt.

## Rat
- Rat Boy, englischer Musiker
- Rat, Janusz (* 1947), deutscher Zahnarzt, Vorsitzender des Vorstands der KZVB a. D.
- Rat, Maurice (1893–1969), französischer Romanist und Homme de lettres
- Raț, Răzvan (* 1981), rumänischer Fußballspieler

### Rata
- Rataiczyk, Matthias (* 1960), deutscher Maler und Grafiker
- Rataiczyk, Rosemarie (* 1930), deutsche Textilkünstlerin, Malerin und Grafikerin
- Rataiczyk, Werner (1921–2021), deutscher Maler, Grafiker und Textilkünstler
- Rataizick, Siegfried (1931–2023), deutscher Geheimdienstler, Leiter der Untersuchungshaftanstalt Hohenschönhausen
- Rataj, Heiko (* 1965), deutscher Unternehmer und Eventgastronom
- Rataj, Igor (* 1973), slowakischer Eishockeyspieler
- Rataj, Maciej (1884–1940), polnischer Politiker der Bauernparteien, Lehrer und Journalist
- Rataj, Michael (* 2003), deutscher Basketballspieler
- Rataj, Mojca (* 1979), slowenisch-bosnische Skirennläuferin
- Ratajczak, Dave (1957–2014), US-amerikanischer Theater-, Studio- und Jazzmusiker (Schlagzeug)
- Ratajczak, Jacek (* 1986), polnischer Volleyballspieler
- Ratajczak, Kamil (* 1985), polnischer Volleyballspieler
- Ratajczak, Kevin (* 1985), deutscher Metal-Sänger und Keyboarder
- Ratajczak, Michael (* 1982), deutscher Fußballtorhüter
- Ratajczyk, Krzysztof (* 1973), polnischer Fußballspieler
- Ratajczyk, Rafał (* 1983), polnischer Radrennfahrer
- Ratajkowski, Emily (* 1991), US-amerikanisches Model und SchauspielerinEmily Ratajkowski (* 1991)

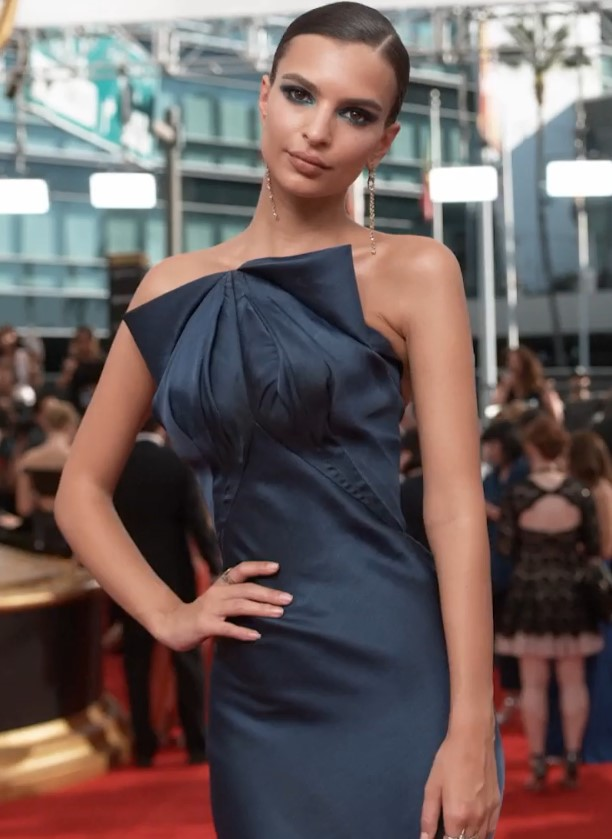
Emily Ratajkowski (* 1991)

- Ratajová, Lucie (* 1979), tschechische Fußballschiedsrichterassistentin
- Ratajski, Krzysztof (* 1977), polnischer Dartspieler
- Rataller, Georg (1528–1581), niederländischer Philologe und Übersetzer
- Ratana, Chitra (* 1942), thailändische Schauspielerin
- Rātana, Iriaka (1905–1981), neuseeländische Politikerin der New Zealand Labour Party, die erste Māori-Frau im New Zealand Parliament und religiöse Führerin des Rātana Movement
- Ratanachai Sor Vorapin (* 1976), thailändischer Boxer im Bantamgewicht
- Ratanakul Prutirat (* 1957), thailändischer Rennfahrer
- Ratanapol Sor Vorapin (* 1974), thailändischer Boxer
- Ratanapool, Sivaporn (* 1954), thailändischer Radrennfahrer
- Ratanaseangsuang, Channarong (* 1939), thailändisch-kanadischer Badmintonspieler
- Ratanjankar, Srikrishna Narayan (1899–1974), indischer Sänger, Musikwissenschaftler und -pädagoge
- Ratas, Jüri (* 1978), estnischer Politiker

### Ratb
- Ratbekow, Ysatbek (* 1996), kirgisischer Billardspieler

### Ratc
- Ratchanat Aranpiroj (* 1996), thailändischer Fußballspieler
- Ratchanat Bamrungchart (* 1986), thailändischer Fußballspieler
- Ratchanon Phangkaew (* 1989), thailändischer Fußballspieler
- Ratchanon Poodklai, thailändischer Fußballspieler
- Ratchaphon Namthong (* 2001), thailändischer Fußballspieler
- Ratchapol Nawanno (* 1986), thailändischer Fußballspieler
- Ratchayothin Yotharuck (* 1995), thailändischer Snookerspieler
- Ratchford, Jeremy (* 1965), kanadischer SchauspielerJeremy Ratchford (* 1965)

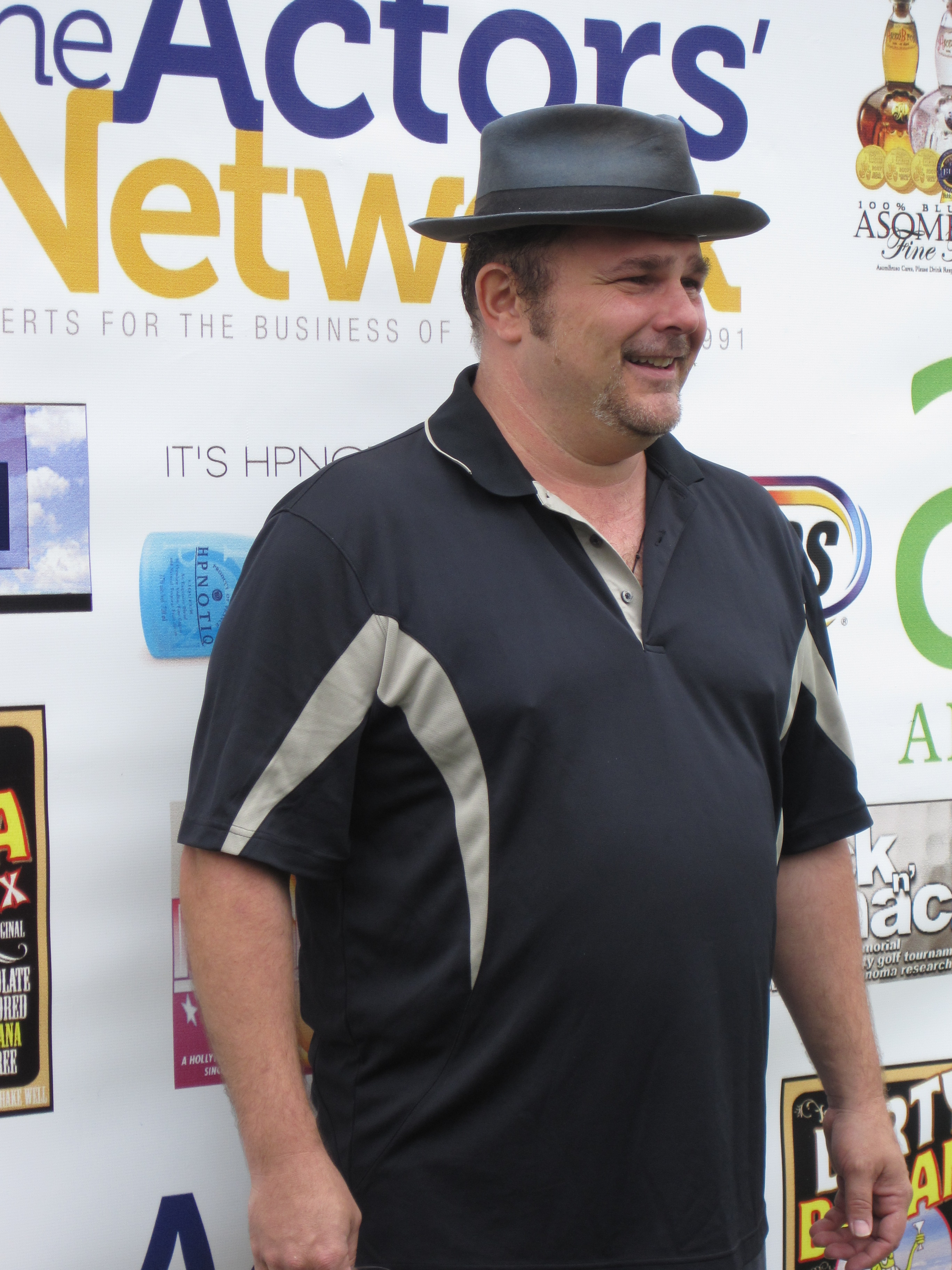
Jeremy Ratchford (* 1965)

- Ratchford, William R. (1934–2011), US-amerikanischer Politiker
- Ratchis, König der Langobarden
- Ratchnevsky, Paul (1899–1991), deutscher Mongolist und Sinologe
- Ratchuk, Peter (* 1977), US-amerikanischer Eishockeyspieler
- Ratcliff, John W. (* 1961), amerikanischer Spieleentwickler und -designer
- Ratcliffe, Alexander (1888–1947), schottischer evangelikaler Politiker und Publizist
- Ratcliffe, Andrew (* 1955), australischer Sprinter
- Ratcliffe, Barry (* 1962), US-amerikanischer Schauspieler, Stuntman, Drehbuchautor und Produzent
- Ratcliffe, Brittany (* 1994), US-amerikanische Fußballspielerin
- Ratcliffe, Derek A. (1929–2005), britischer Ökologe und Naturschützer
- Ratcliffe, Jacob (* 1997), neuseeländischer Eishockeyspieler
- Ratcliffe, Jim (* 1952), britischer Chemieingenieur und Gründer und Vorstand des Chemieunternehmens IneosJim Ratcliffe (* 1952)

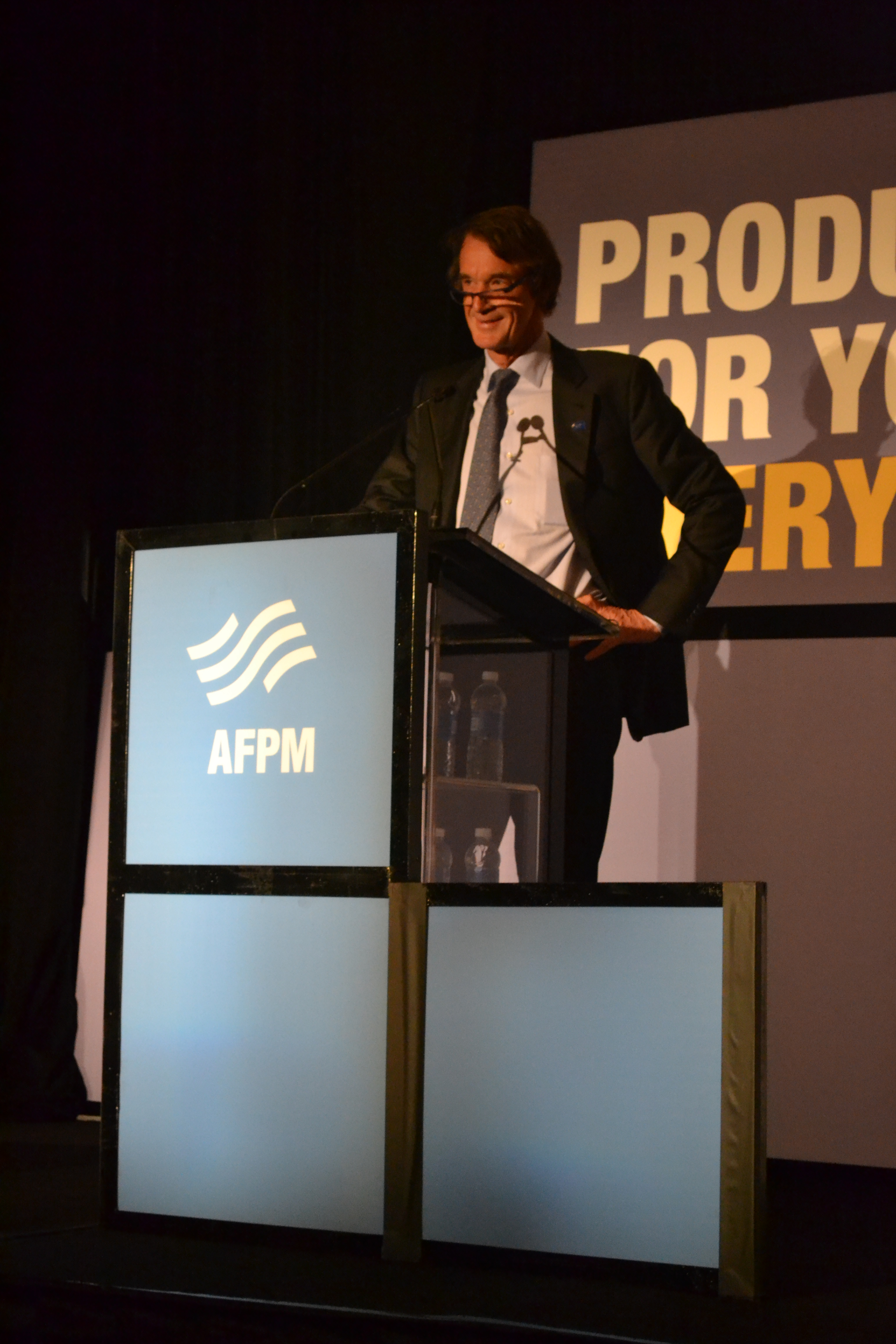
Jim Ratcliffe (* 1952)

- Ratcliffe, John († 1610), britisch-amerikanischer Politiker
- Ratcliffe, John (* 1965), US-amerikanischer Politiker
- Ratcliffe, John Ashworth (1902–1987), britischer Physiker und Radioastronom
- Ratcliffe, Julia (* 1993), neuseeländische Hammerwerferin
- Ratcliffe, Kevin (* 1960), walisischer Fußballspieler und -trainer
- Ratcliffe, Paul (* 1973), britischer Kanute
- Ratcliffe, Peter J. (* 1954), britischer Nephrologe
- Ratcliffe, Shelagh (* 1952), britische Schwimmerin
- Ratcliffe, Simon (* 1967), englischer Fußballspieler
- Ratcliffe, Stephanie (* 2000), australische Hammerwerferin
- Ratcu, Ileana-Maria (* 1969), rumänische Germanistin

### Ratd
- Ratdolt, Erhard (* 1447), deutscher Drucker und Verleger

### Rate
- Rateau, Auguste (1863–1930), französischer Ingenieur und Turbinen-Entwickler
- Rateau, Michel (1938–2020), französischer Komponist
- Rateb, Ahmed (1949–2016), ägyptischer Schauspieler
- Ratebzad, Nahid Anahita (1931–2014), afghanische Politikerin und Diplomatin
- Ratei, Julian (* 1988), deutscher Fußballspieler
- Ratej, Martina (* 1981), slowenische Leichtathletin
- Ratelband, Emile (* 1949), niederländischer Motivationstrainer
- Rateliff, John D. (* 1958), amerikanischer Schriftsteller und Rollenspielautor
- Rateliff, Nathaniel (* 1978), US-amerikanischer FolkrockmusikerNathaniel Rateliff (* 1978)

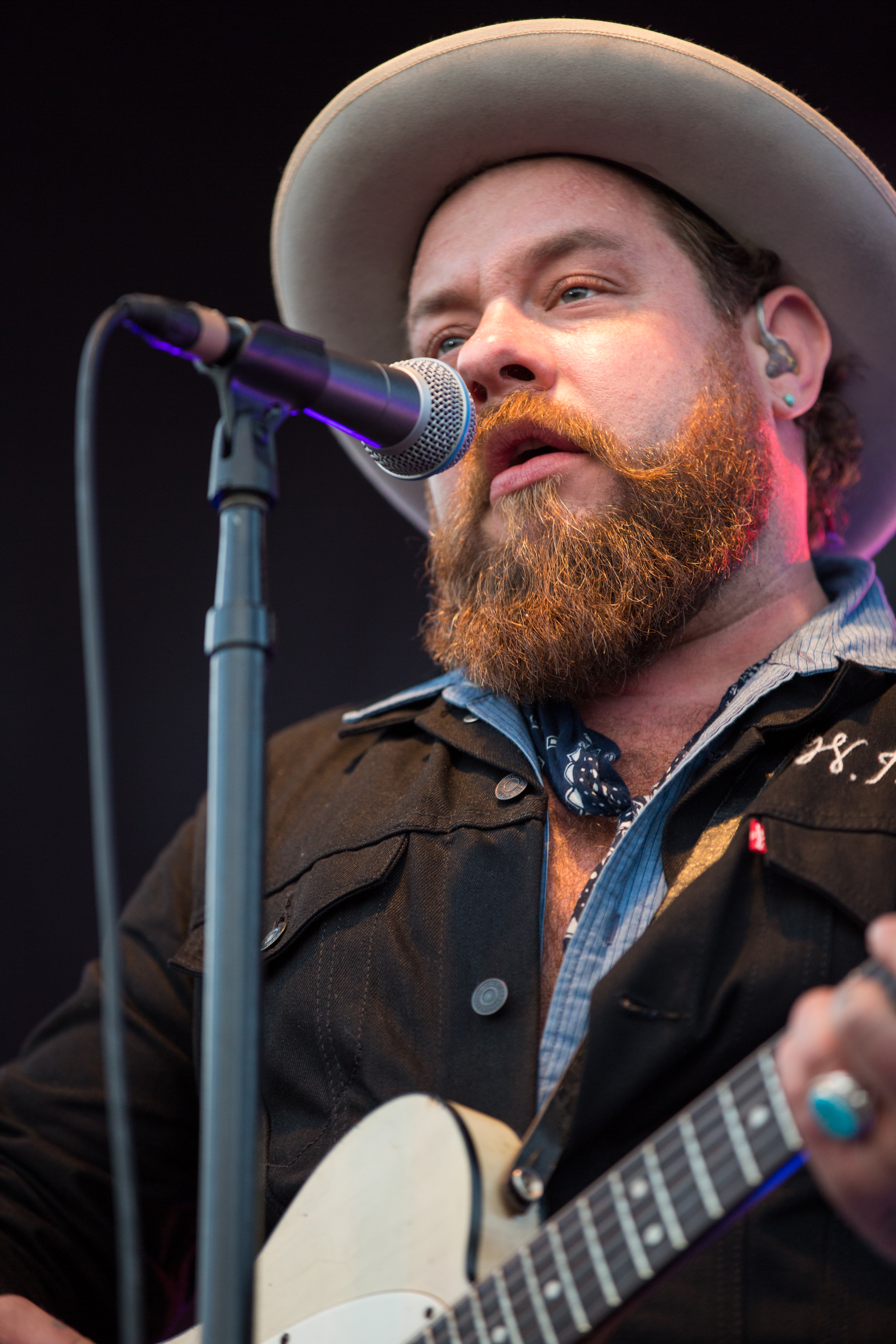
Nathaniel Rateliff (* 1978)

- Ratelle, Jean (* 1940), kanadischer Eishockeyspieler
- Ratering, Jörn (* 1984), deutscher Schauspieler und Ethnologe
- Ratering, Werner (1954–2017), deutscher Bildhauer und Objektkünstler
- Raterink, Othniël (* 2006), niederländischer Fußballspieler
- Rates, Carlos (1879–1961), portugiesischer Politiker, Gewerkschafter und Arbeiter

### Ratf
- Ratfisch, Richard (1872–1956), deutscher Silberschmied und Juwelier

### Ratg
- Ratgar († 835), dritter Abt von Fulda
- Ratgeb, Jerg († 1526), süddeutscher Maler der Renaissance

### Rath
- Rath, Agatha (1877–1904), deutsche Missionsschwester und Märtyrin
- Rath, Andreas (1823–1894), deutscher Politiker und Oberamtmann
- Rath, Andreas (* 1962), deutscher Fußballspieler
- Rath, Anna von (* 1988), deutsche Literaturwissenschaftlerin, Autorin und Übersetzerin
- Rath, Ari (1925–2017), israelisch-österreichischer Journalist und PublizistAri Rath (1925–2017)

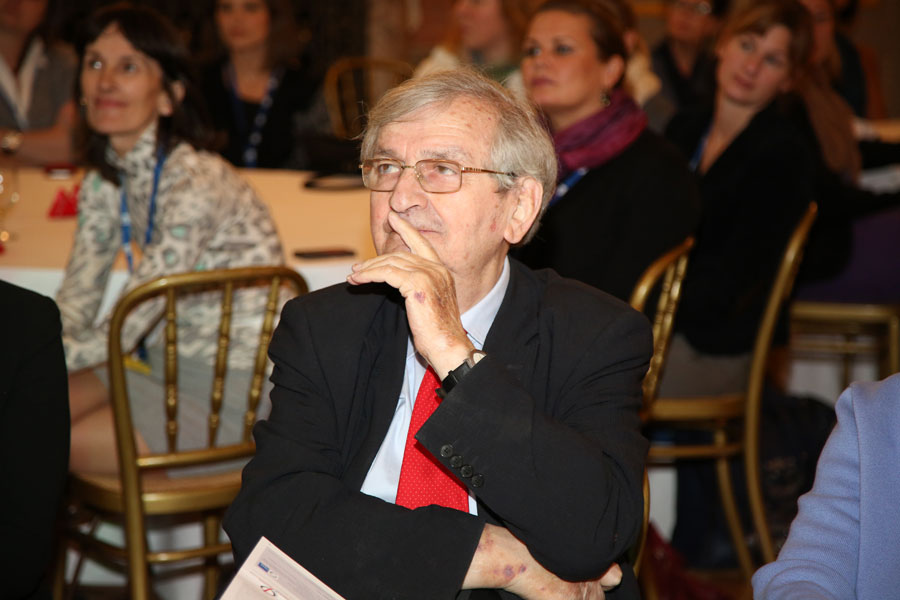
Ari Rath (1925–2017)

- Rath, Arnold († 1671), deutscher Rechtswissenschaftler und Hochschullehrer
- Rath, Balthasar (1846–1899), deutscher Jurist und Politiker (Zentrum), MdR
- Rath, Barbara (* 1941), deutsche Schauspielerin
- Rath, Barbara (* 1962), deutsche Autorin
- Rath, Benjamin (1994–2017), österreichischer Karateka
- Rath, Carsten K. (* 1966), deutscher Unternehmer und BuchautorCarsten K. Rath (* 1966)

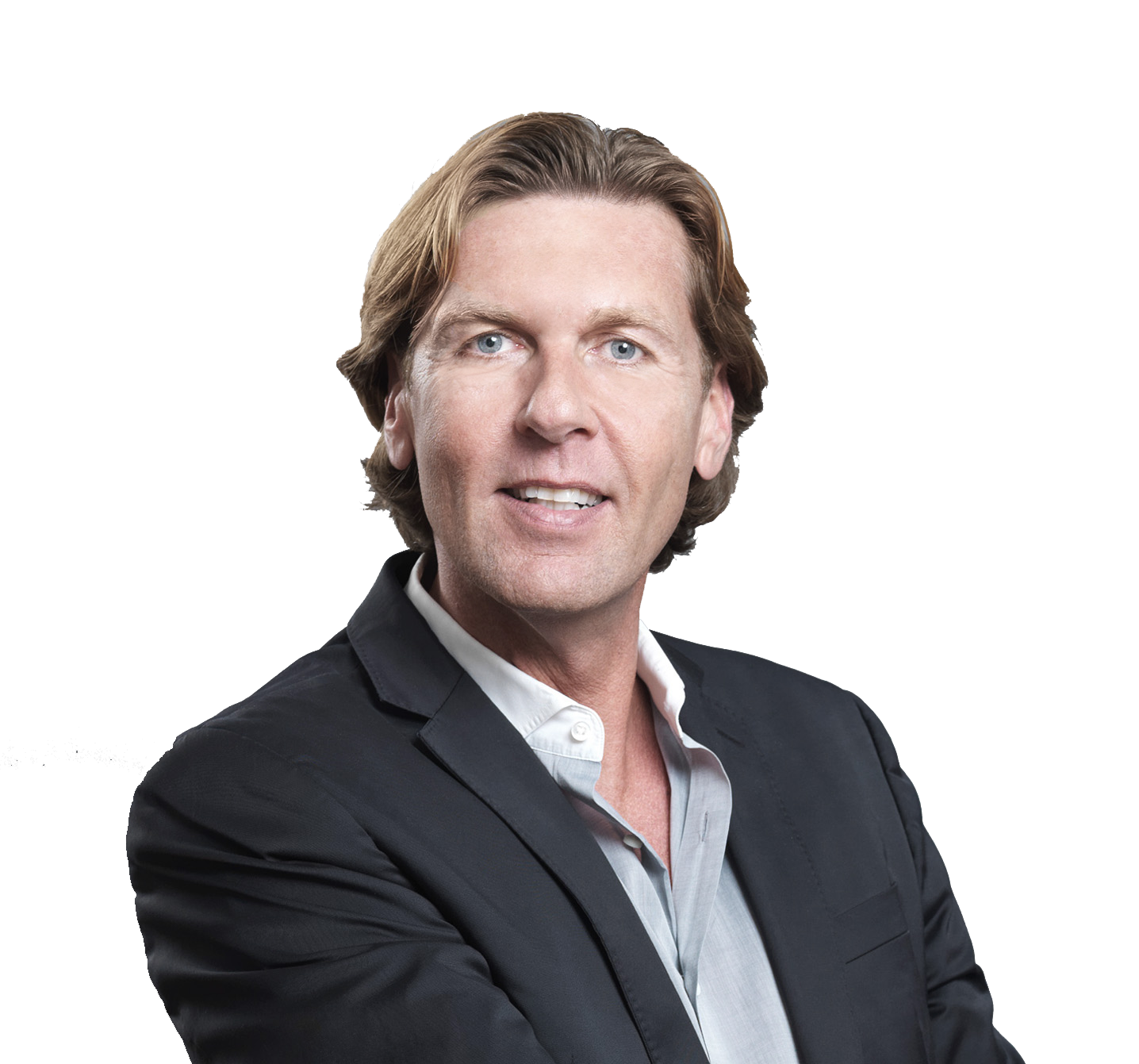
Carsten K. Rath (* 1966)

- Räth, Christian, deutscher Opernregisseur und Bühnenbildner
- Rath, Christian (* 1965), deutscher Jurist und Journalist, Richter am Verfassungsgerichtshof für das Land Baden-Württemberg
- Rath, Claudia (* 1964), deutsche Schriftstellerin
- Rath, Daniela (* 1977), deutsche Hochspringerin
- Rath, Dorle (1921–1989), deutsche Jazz- und Unterhaltungssängerin
- Rath, Elisabeth (* 1948), österreichische Schauspielerin
- Rath, Emmerich (1883–1962), tschechischer Allround-Sportler
- Rath, Erich von (1881–1948), deutscher Bibliothekar und Hochschullehrer
- Rath, Franz (1932–2020), deutscher Kameramann
- Rath, Franziska (* 1977), deutsche Politikerin (CDU), MdHB
- Rath, Gebhard (1902–1979), österreichischer römisch-katholischer Geistlicher, Zisterzienser, Archivar und Verfolgter des Nationalsozialismus
- Rath, Gernot (1919–1967), deutscher Medizinhistoriker
- Rath, Gisela Agnes von (1669–1740), Regentin des Fürstentums Anhalt-Köthen
- Rath, Hans (* 1965), deutscher Schriftsteller und Drehbuchautor
- Rath, Hans Josef (1947–2012), deutscher Maschinenbauer und Hochschullehrer
- Rath, Hans-Joachim (1894–1968), deutscher Generalmajor der Luftwaffe im Zweiten Weltkrieg
- Rath, Heinz (* 1921), deutscher Fußballspieler
- Rath, Henriette (1773–1856), Schweizer Malerin
- Rath, Hugo Ludwig (1904–1987), deutscher Lokalpolitiker, Oberbürgermeister von Zeitz, später Rechtsanwalt und Notar in Altena
- Rath, Ingeborg von (1902–1984), deutsche Bildhauerin, Holzschnitzerin und Medailleurin, Zeichnerin und Dozentin
- Rath, Jesse (* 1989), kanadischer SchauspielerJesse Rath (* 1989)

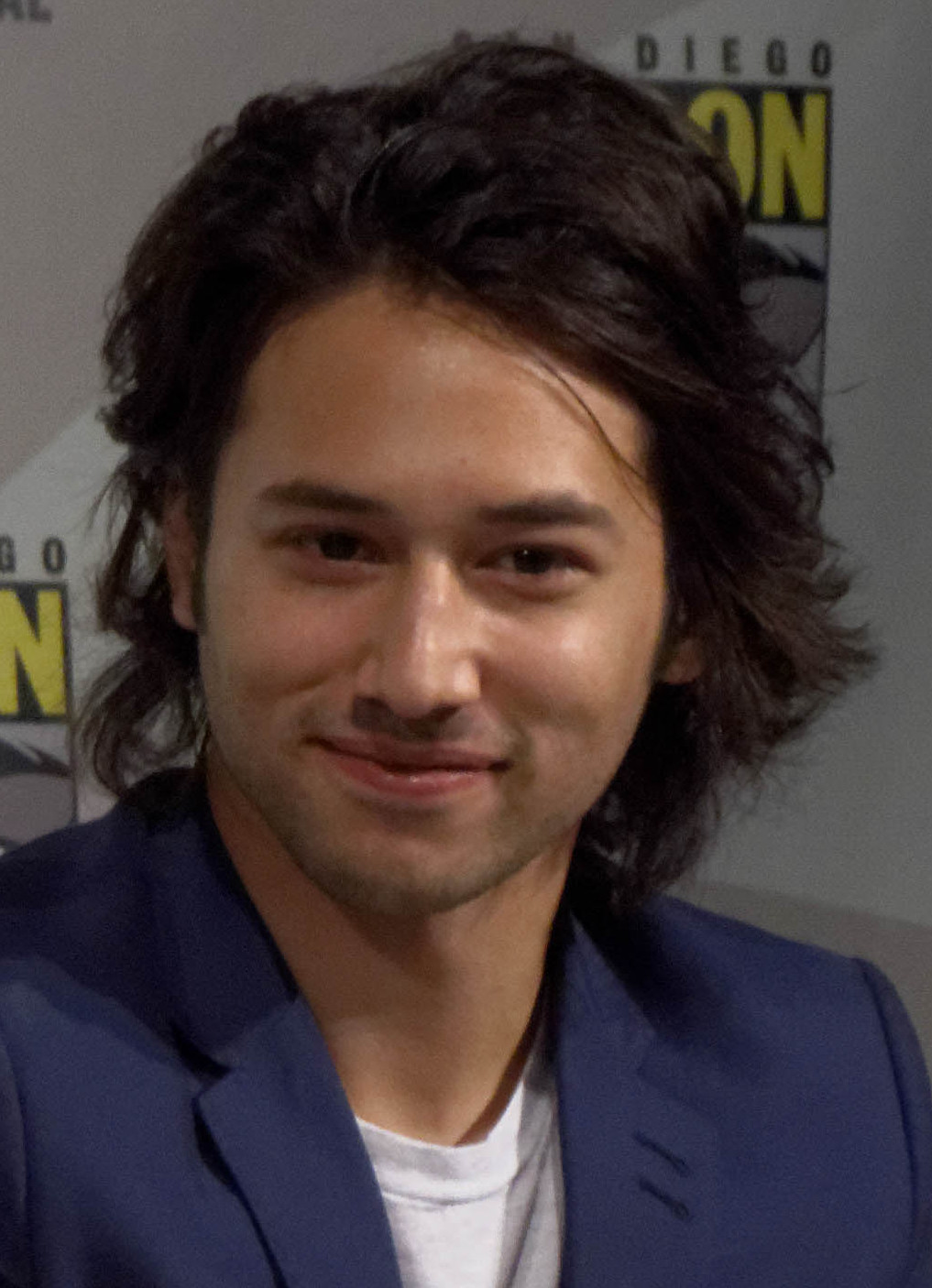
Jesse Rath (* 1989)

- Rath, Jochen (* 1967), Historiker und Archivar
- Rath, Johann Friedrich Carl (1796–1875), Musiker, Kapellmeister und Komponist
- Rath, Johann von (1789–1853), österreichischer wirklicher Hofrat
- Rath, Johannes (1816–1903), deutscher lutherischer Theologe und Missionar in Südwestafrika
- Rath, Johannes (1876–1945), deutscher Politiker
- Rath, Johannes (1910–1973), deutscher Maler und Pfarrer
- Rath, Josef Theodor (1900–1993), deutscher Geistlicher
- Rath, Jürgen (* 1943), deutscher Seefahrer, IT-Entwickler und Publizist
- Rath, Karl (1802–1876), deutscher Geologe
- Rath, Karl (1833–1903), württembergischer Politiker
- Rath, Karl (1909–1993), deutscher SS-Obersturmführer
- Rath, Karl vom (1915–1986), deutscher Kunsthistoriker
- Rath, Klaus Wilhelm (1902–1981), deutscher Wirtschaftswissenschaftler und Hochschullehrer
- Rath, Leopold von, preußischer Oberst
- Rath, Lukas (* 1992), österreichischer Fußballspieler
- Rath, Manfred (1955–2023), österreichischer Rechtsanwalt, Strafverteidiger, Immobilienentwickler und Fußballfunktionär
- Rath, Marc (* 1966), deutscher Journalist und Chefredakteur
- Rath, Marcel (* 1975), deutscher Fußballspieler
- Rath, Marianne (1904–1985), österreichische Glaskünstlerin
- Rath, Mathäus (1761–1828), österreichischer Offizier und Wirklicher Appellationsrat
- Rath, Matthias (* 1955), deutscher Mediziner und Alternativheiler
- Rath, Matthias (* 1959), deutscher Philosoph, Medienwissenschaftler und Pädagoge
- Rath, Matthias Alexander (* 1984), deutscher Dressurreiter
- Rath, Meaghan (* 1986), kanadische Schauspielerin
- Rath, Oliver (1978–2016), deutscher Fotograf
- Rath, Peter (* 1939), österreichischer Unternehmer, Glaskünstler und Autor
- Rath, Peter Dietrich (* 1938), deutscher Verbandsfunktionär
- Rath, Philippa (* 1955), deutsche Benediktinerin, Theologin, Politikwissenschaftlerin und Historikerin
- Rath, Ronja (* 1999), deutsche Schauspielerin
- Rath, Stephan (* 1967), deutscher Musiker und Musikmanager
- Rath, Theresa (* 1991), deutsche Juristin, Schriftstellerin und Klimaschützerin
- Rath, Thomas (* 1966), deutscher Modedesigner, Stylist und ModeratorThomas Rath (* 1966)

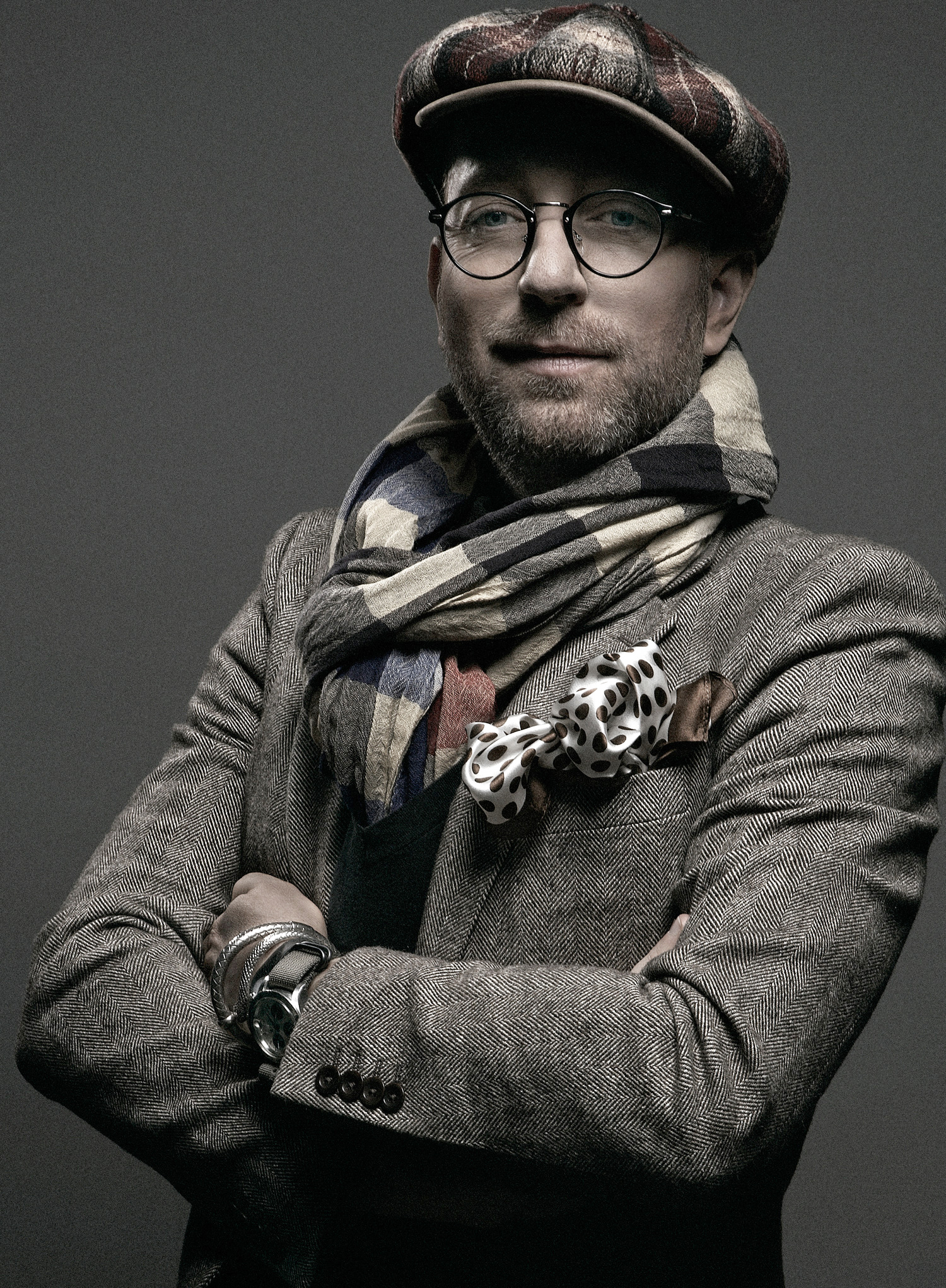
Thomas Rath (* 1966)

- Rath, Thomas (* 1970), deutscher Fußballspieler
- Rath, Walther vom (1857–1940), deutscher Jurist und Industrieller
- Rath, Werner Heinrich (* 1950), deutscher Gynäkologe und Geburtshelfer
- Rath, Wilhelm (1892–1967), deutscher Landwirt und Politiker (WBWB, FDP/DVP), MdL, MdB
- Rath, Wilhelm (1897–1973), deutscher biologisch-dynamischer Landwirt und Buchautor
- Rath, Wilhelm von († 1641), deutscher Soldat
- Rath, Willy (1872–1940), deutscher Journalist, Kabarettist, Drehbuchautor und Theaterdirektor
- Ráth-Végh, István (1870–1959), ungarischer Jurist und Schriftsteller
- Rath-Zobernig, Gottfried (* 1984), österreichischer Sportwissenschafter, Sportfunktionär und Unternehmer
- Rath-Zobernig, Karoline (* 1985), österreichische Sportjournalistin
- Rathan-Mayes, Xavier (* 1994), kanadischer Basketballspieler
- Rathaus, Karol (1895–1954), österreichisch-deutsch-amerikanischer Komponist
- Rathausky, Johann (1858–1912), österreichischer Bildhauer
- Ráthay, Emerich (1845–1900), österreichisch-ungarischer Weinbaufachmann
- Rathbone Oliver, John (1872–1943), US-amerikanischer Psychiater, Medizinhistoriker und Geistlicher
- Rathbone, Basil (1892–1967), britisch-US-amerikanischer SchauspielerBasil Rathbone (1892–1967)

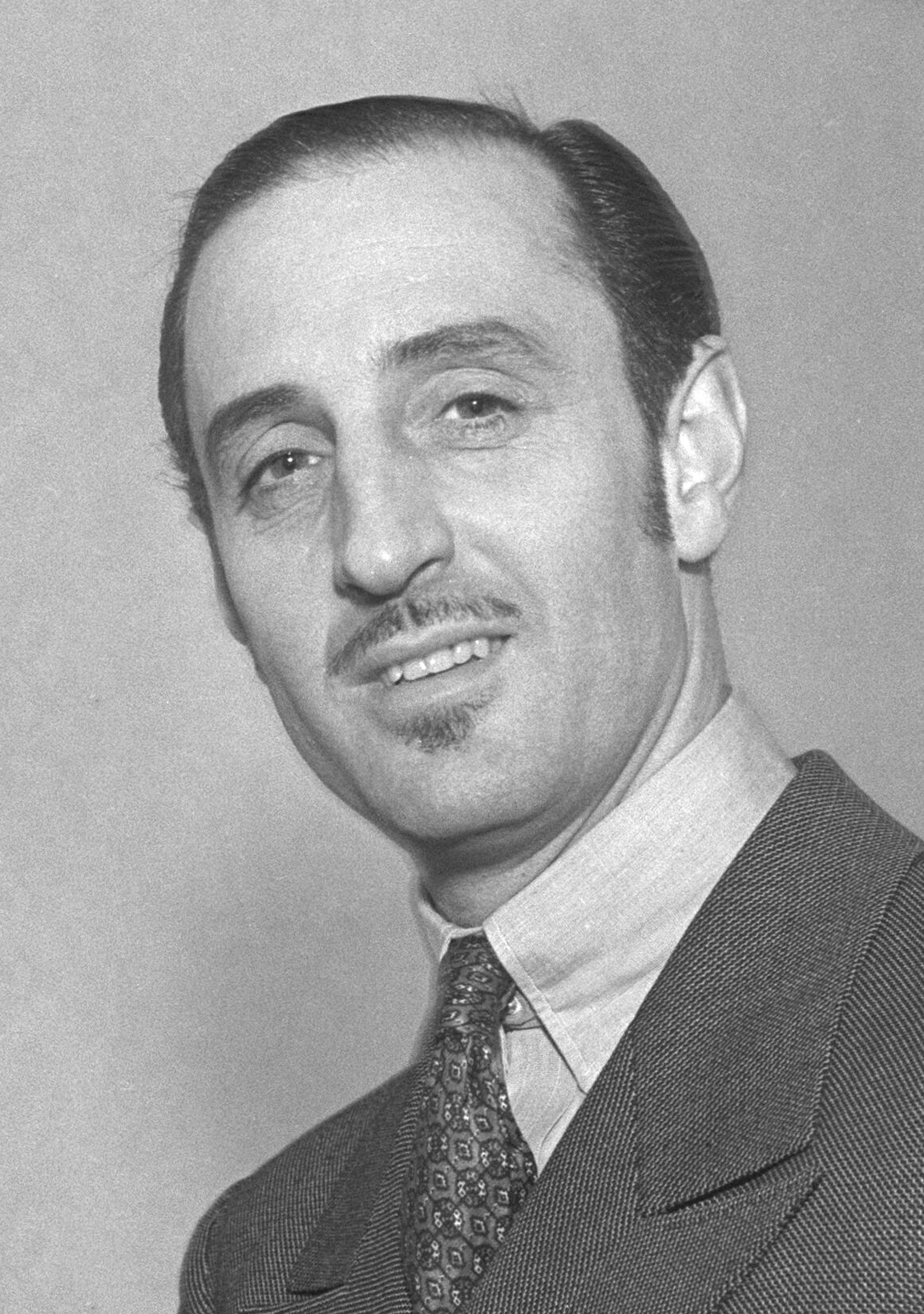
Basil Rathbone (1892–1967)

- Rathbone, Denis (1912–1991), britischer Sprinter
- Rathbone, Dominic (* 1957), britischer Altertumswissenschaftler und Professor am King’s College London
- Rathbone, Eleanor (1872–1946), britische Politikerin, Mitglied des House of Commons, Frauenrechtlerin
- Rathbone, Henry Riggs (1870–1928), US-amerikanischer Politiker
- Rathbone, Jackson (* 1984), US-amerikanischer Schauspieler und MusikerJackson Rathbone (* 1984)

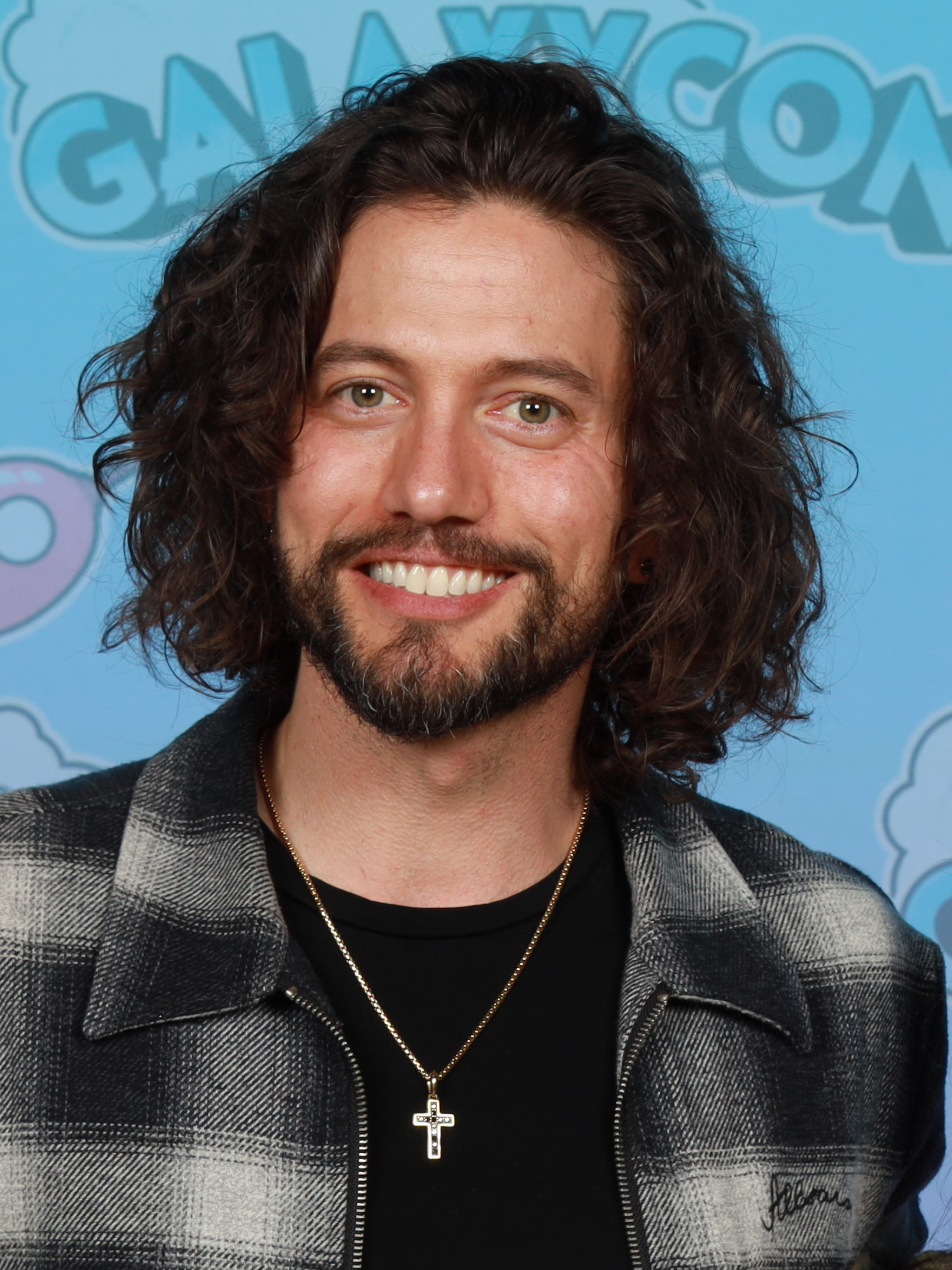
Jackson Rathbone (* 1984)

- Rathbone, Julian (1935–2008), britischer Schriftsteller
- Rathbone, Keira (* 1983), britische Typewriter-Art- und Performance-Künstlerin
- Rathbone, Richard (* 1942), britischer Historiker und Afrikanist
- Rathbun, George O. (1802–1870), US-amerikanischer Jurist und Politiker
- Rathbun, Mark (* 1957), Spitzenfunktionär der Scientology-Organisation
- Rathbun, Mary J. (1860–1943), US-amerikanische Zoologin
- Rathbun, Mary Jane (1922–1999), amerikanische Hanfaktivistin
- Rathbun, Oscar (1832–1892), US-amerikanischer Politiker
- Rathburn, Eldon (1916–2008), kanadischer Komponist, Pianist, Organist und Musikpädagoge
- Räthe, Heiko (* 1964), deutscher Fußballspieler
- Rathe, Jacob (* 1991), US-amerikanischer Straßenradrennfahrer
- Rathe, Kurt (1886–1952), österreichischer Kunsthistoriker
- Rathebe, Dolly (1928–2004), südafrikanische Jazz- und Blues-Sängerin und Schauspielerin
- Rathenau, Emil (1838–1915), deutscher Maschinenbauingenieur und Unternehmer
- Rathenau, Erich (1871–1903), deutscher Ingenieur und Unternehmer
- Rathenau, Ernst (1897–1986), deutscher Verleger, Kunstsammler und Unternehmer
- Rathenau, Gerhart (1911–1989), deutsch-niederländischer Physiker
- Rathenau, Mathilde (1845–1926), Ehefrau des AEG-Gründers Emil Rathenau
- Rathenau, Moritz (1799–1871), deutscher Unternehmer
- Rathenau, Walther (1867–1922), deutscher Industrieller, Schriftsteller, liberaler Politiker (DDP) und MinisterWalther Rathenau (1867–1922)

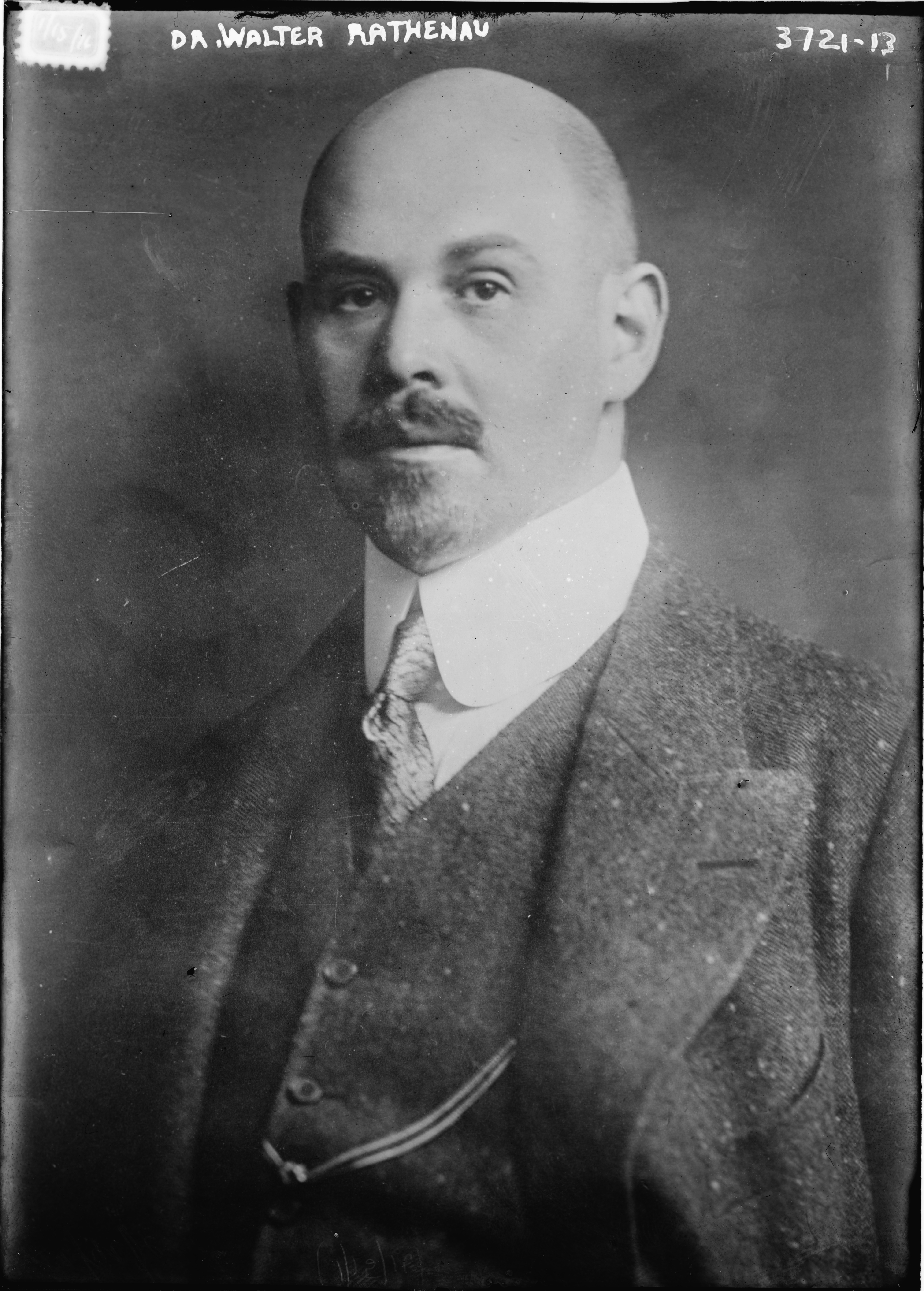
Walther Rathenau (1867–1922)

- Rathenböck, Elisabeth Vera (* 1966), österreichische Schriftstellerin
- Rathenow, Friedrich Joachim von (1707–1762), preußischer Oberst
- Rathenow, Hanns-Fred (* 1943), deutscher Bildungswissenschaftler
- Rathenow, Lutz (* 1952), deutscher Lyriker und Prosaautor
- Rather von Verona († 974), Theologe und Bischof
- Rather, Dan (* 1931), US-amerikanischer Journalist
- Räther, Sebastian (* 1971), deutscher Jazzmusiker (Kontrabass, Bassgitarre, Komposition)
- Räther, Sven, deutscher Punk-Bassist
- Rathert, Anna (* 1977), deutsche Rechtsanwältin und Politikerin (AfD)
- Rathert, Hans-Jürgen (1933–1977), deutscher Politiker (SPD)
- Rathert, Monika (* 1972), deutsche Sprachwissenschaftlerin
- Rathert, Peter (* 1938), deutscher Urologe
- Rathert, Wolfgang (* 1960), deutscher Musikwissenschaftler
- Ratheyser, Johann, österreichischer Badmintonspieler
- Rathfelder, Erich (* 1947), deutscher Journalist und Autor
- Rathfelder, Oswald (1922–2011), deutscher Naturwissenschaftler, Botaniker und Naturschützer
- Rathgeb, Charles (1897–1988), Oberstdivisionär der Schweizer Armee, Bibliophiler und Ehrenbürger von Wallisellen
- Rathgeb, Christian (* 1970), Schweizer Politiker
- Rathgeb, Eberhard (* 1959), deutscher Journalist und SchriftstellerEberhard Rathgeb (* 1959)

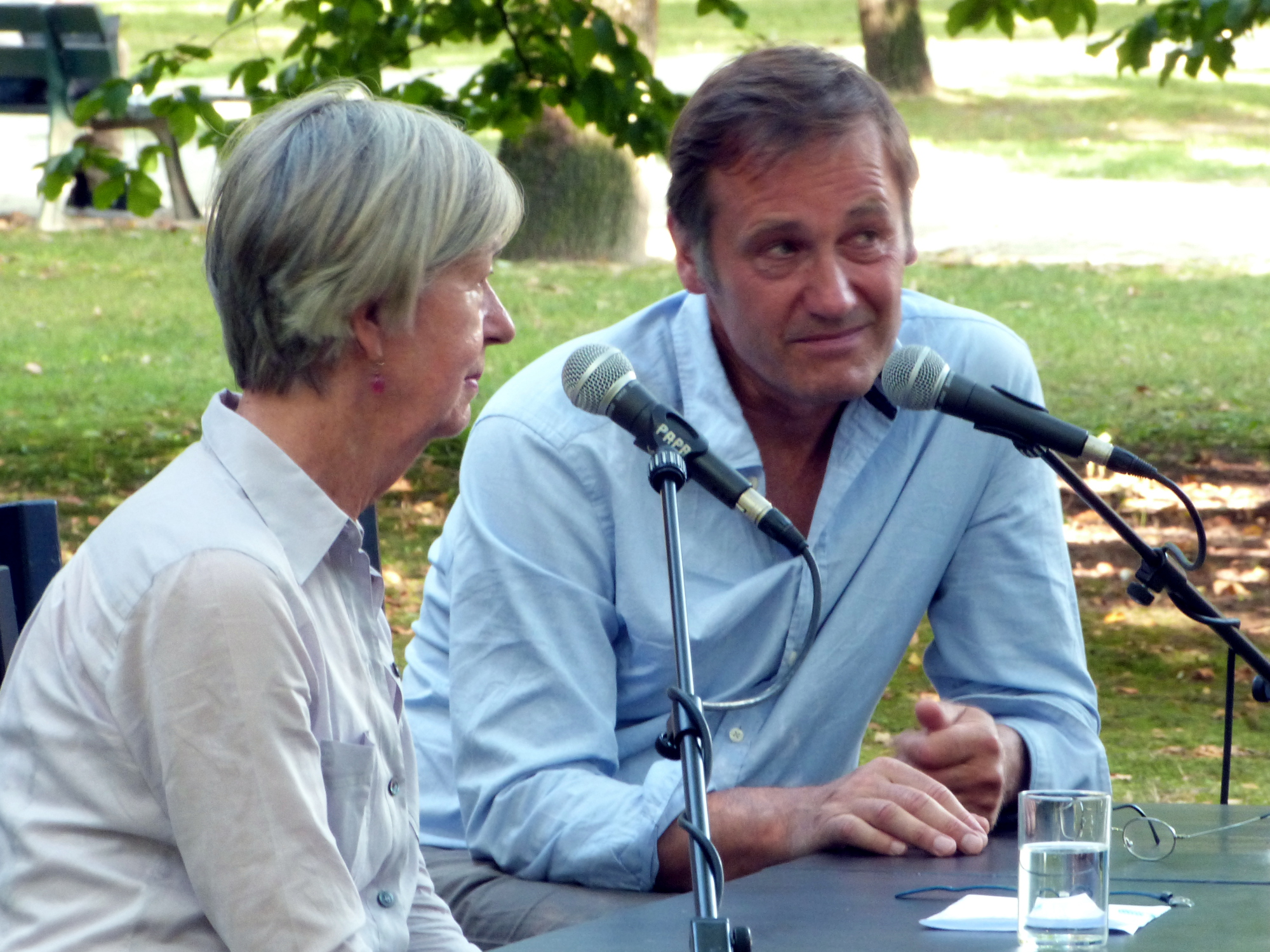
Eberhard Rathgeb (* 1959)

- Rathgeb, Josef (* 1967), österreichischer Politiker (ÖVP), Landtagsabgeordneter
- Rathgeb, Tobias (* 1982), deutscher Fußballspieler
- Rathgeb, Xaver (1822–1907), Schultheiß und Landtagsabgeordneter
- Rathgeb, Yannick (* 1995), Schweizer Eishockeyspieler
- Rathgeber, Alphons Maria (1888–1964), deutscher katholischer Pfarrer und Autor
- Rathgeber, Benjamin, deutscher Philosoph und Hochschullehrer
- Rathgeber, Georg (1800–1875), deutscher Bibliothekar
- Rathgeber, Gunther (1940–2021), deutscher Badmintonspieler
- Rathgeber, Johann Balthasar Jacob (1770–1845), deutscher Bildhauer
- Rathgeber, Julius Friedrich Emil (1833–1893), deutscher evangelischer Geistlicher, Historiker des Elsass
- Rathgeber, Karl (* 1950), deutscher Kirchenmusiker, Chorleiter und Hochschullehrer
- Rathgeber, Nicole (* 1983), deutsche Politikerin (FREIE WÄHLER)
- Rathgeber, Thomas (* 1985), deutscher Fußballspieler
- Rathgeber, Valentin (1682–1750), deutscher Benediktinermönch, Komponist und Organist des Barock
- Rathgeber, Viola (* 1975), deutsche Badmintonspielerin
- Rathgen, Bernhard (1802–1880), deutscher Jurist, Staatsminister und Landdrost der Herrschaft Pinneberg
- Rathgen, Bernhard (1847–1927), preußischer Generalleutnant und Waffenkundler
- Rathgen, Friedrich (1862–1942), deutscher Chemiker
- Rathgen, Karl (1856–1921), deutscher Nationalökonom
- Rathing, Dieter (1956–2023), deutscher evangelischer Theologe
- Rathje, Gustav (1895–1947), deutscher Filmproduktionsleiter
- Rathje, Heiner (1943–2005), deutscher Politiker (CDU), Mitglied des Abgeordnetenhauses von Berlin
- Rathje, Johannes (1879–1956), liberaler Journalist und Politiker
- Rathje, Mike (* 1974), kanadischer Eishockeyspieler
- Rathje, William L. (1945–2012), US-amerikanischer Archäologe und Begründer der Garbologie
- Rathje, Winfried (* 1962), deutscher Basketballspieler
- Rathje-Hoffmann, Katja (* 1963), deutsche Politikerin (CDU), MdL (Schleswig-Holstein)
- Rathjen, Carl (1855–1919), deutscher Landschaftsmaler
- Rathjen, Friedhelm (* 1958), deutscher Übersetzer, Literaturwissenschaftler und SchriftstellerFriedhelm Rathjen (* 1958)

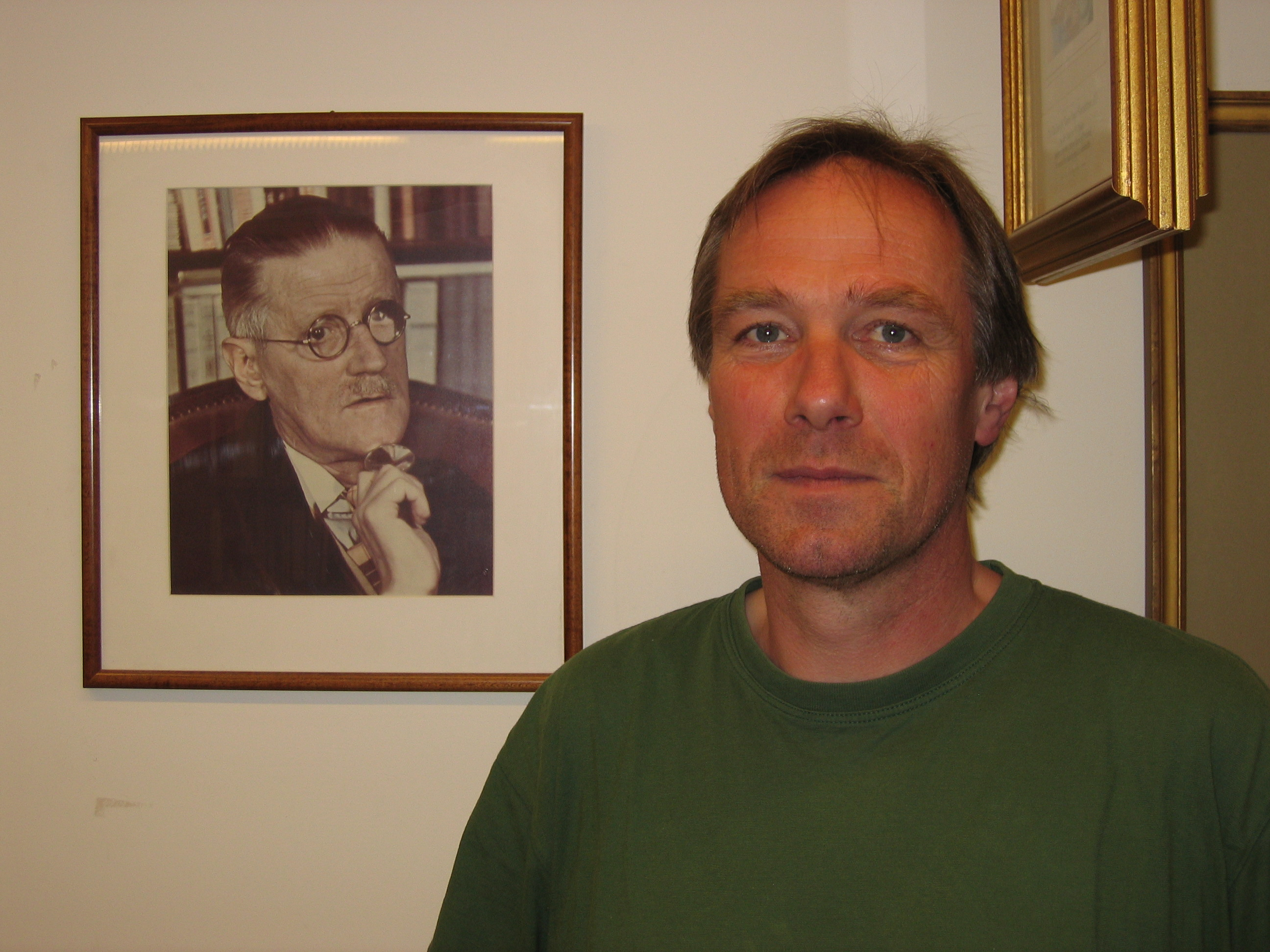
Friedhelm Rathjen (* 1958)

- Rathjen, Gabriele († 2020), Opfer des Anschlags in Hanau vom 19. Februar 2020
- Rathjen, Henning (* 1948), deutscher Trabrennfahrer, Trainer im Trabrennsport und Pferdezüchter
- Rathjen, Jan (* 1975), deutscher Basketballfunktionär
- Rathjen, Sebastian (* 1982), deutscher Basketballspieler
- Rathjen, Tobias (1977–2020), mutmaßlicher Täter des Anschlags in Hanau 2020
- Rathjen, Uwe (1943–2019), deutscher Handballspieler
- Rathjens, Carl August (1887–1966), deutscher Geograph und Orientalist
- Rathjens, Carl jun. (1914–1994), deutscher Geograph
- Rathkamp, Dennis (* 1989), deutscher muslimischer Funktionär
- Rathkamp, Wilhelm (1861–1937), deutscher Architekt und Bauunternehmer, Schüler von Conrad Wilhelm Hase
- Rathke, Anton (1888–1945), deutscher Generalleutnant der Wehrmacht
- Rathke, Bernhard (1840–1923), deutscher Chemiker
- Rathke, Ewald (1926–2024), deutscher Kunsthistoriker, Kurator und Kunsthändler
- Rathke, Hans-Joachim (* 1907), deutscher Beamter
- Rathke, Heinrich (1793–1860), deutscher Anatom, Embryologe und Zoologe
- Rathke, Heinrich (1928–2024), deutscher Pfarrer, Theologe und Landesbischof in Mecklenburg
- Rathke, Joachim (1936–2018), österreichischer lutherischer Theologe
- Rathke, Joachim (* 1962), österreichischer Theaterschauspieler und Regisseur
- Rathke, Joachim (* 1968), deutscher Opern- und Theaterregisseur
- Rathke, Otto (1881–1936), deutscher Musiker und Vortragskünstler
- Rathke, Robert (1910–1987), deutscher Schauspieler bei Bühne, Fernsehen und Hörfunk
- Rathkolb, Oliver (* 1955), österreichischer Historiker
- Rathlef, Ernst Ludwig († 1768), deutscher lutherischer Theologe
- Rathlef-Keilmann, Harriet Ellen Siderovna von (1887–1933), deutsch-baltische Bildhauerin
- Rathmann, August (1895–1995), deutscher Jugendfunktionär, Autor und Politiker
- Rathmann, Christian (* 1970), deutscher Linguist
- Rathmann, Dick (1924–2000), US-amerikanischer Rennfahrer
- Rathmann, George B. (1927–2012), US-amerikanischer Unternehmer
- Rathmann, Gustav-Adolf (1932–2011), deutscher Fußballspieler
- Rathmann, Harald, deutscher Schauspieler
- Rathmann, Heinrich (1750–1821), deutscher Pädagoge, Historiker und evangelischer Pfarrer
- Rathmann, Hermann (1585–1628), lutherischer Theologe in Danzig
- Rathmann, Jim (1928–2011), US-amerikanischer Rennfahrer
- Rathmann, Katharina, deutsche Gesundheitswissenschaftlerin und Hochschullehrerin
- Rathmann, Lothar (1927–2022), deutscher Historiker und Arabist
- Rathmann, Michael (* 1968), deutscher Althistoriker
- Rathmann, Oswald (1891–1936), deutscher Radrennfahrer
- Rathmann, Oswald (1901–1957), deutscher Heimatdichter
- Rathmann, Peggy (* 1953), US-amerikanische Bilderbuchautorin
- Rathmann-Lutz, Anja (* 1976), deutsche Mediävistin
- Rathmayer, Otto (* 1905), deutscher Jurist
- Rathmayer, Werner (1937–2003), deutscher Biologe
- Rathmayr, Beate (* 1969), österreichische Fotokünstlerin
- Rathmayr, Renate (* 1947), österreichische Slawistin
- Rathmayr, Werner (* 1972), österreichischer Skispringer
- Rathmer, Janosch (* 1982), deutscher Schlagzeuger
- Rathnakumari, Upamalika (* 1987), sri-lankische Sprinterin
- Rathnayaka, U. K. Nilani (* 1990), sri-lankische Leichtathletin
- Rathnayake, Rumeshika (* 1996), sri-lankische Sprinterin
- Rathner, Christian (* 1961), österreichischer Fernsehjournalist und Buchautor
- Rathner, Wilhelmine (1863–1913), österreichische Tänzerin
- Rathnov, Charlotte (* 1975), dänische Schauspielerin
- Rathnov, Willy (1937–1999), dänischer Schauspieler
- Rathod, Nicolas (* 2000), deutscher SynchronsprecherNicolas Rathod (* 2000)

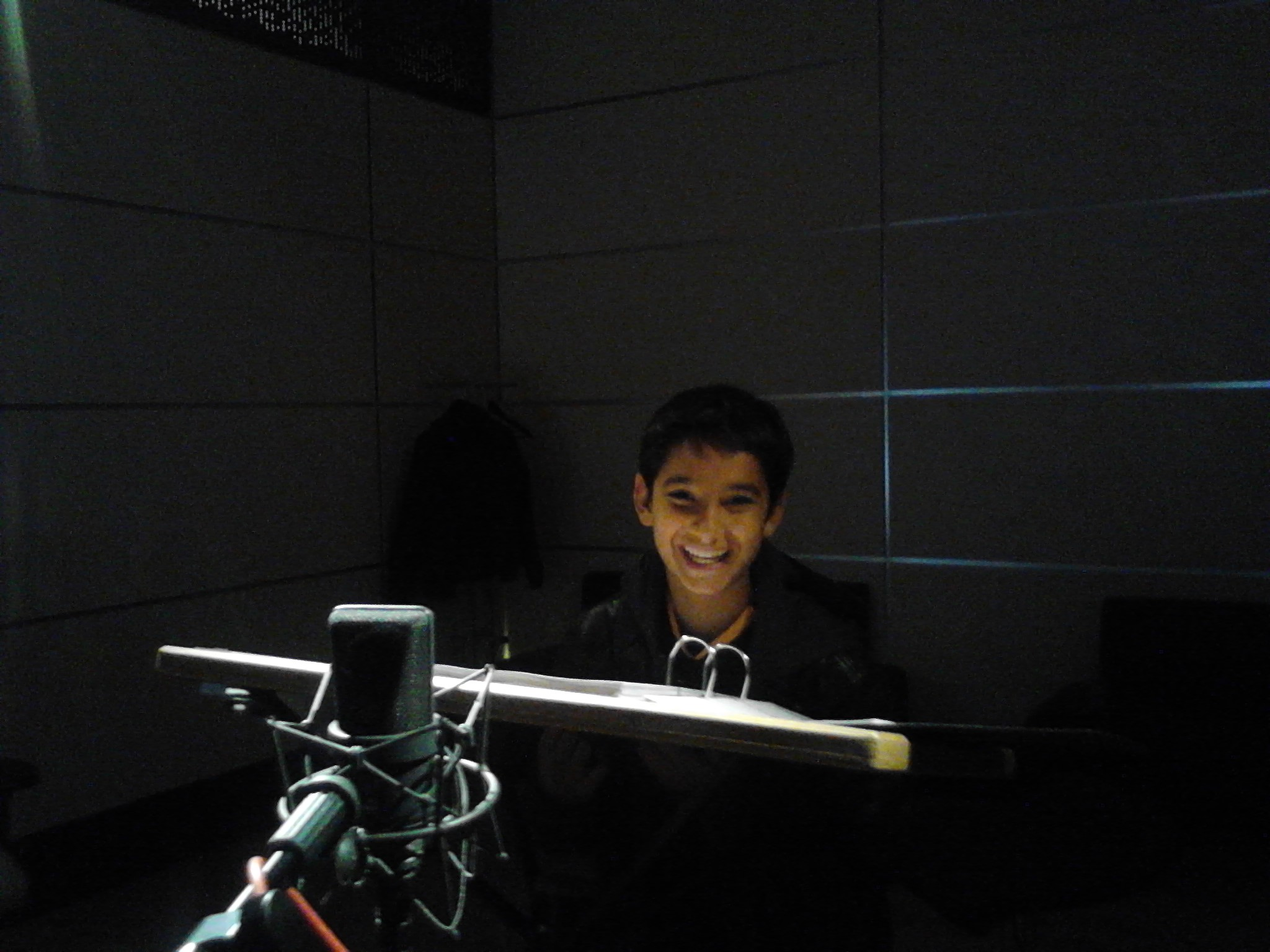
Nicolas Rathod (* 2000)

- Rathod, Samira (* 1963), indische Architektin, Möbeldesignerin und Hochschullehrerin
- Rathofer, Johannes (1925–1998), deutscher Altgermanist
- Rathold von Aibling, Eremit
- Ráthonyi, Ákos von (1909–1969), ungarischer Filmregisseur und Drehbuchautor
- Rathor, Ansuya (* 1976), US-amerikanische Bauchtänzerin und Schauspielerin
- Rathore, Rajyavardhan Singh (* 1970), indischer Sportschütze und Politiker
- Raths, Géraldine (* 1990), deutsche Schauspielerin
- Raths, Hermine (1906–1984), Schweizer Unternehmerin
- Raths, Paul (1922–1976), polnisch-deutscher Physiologe und Hochschullehrer
- Raths, Ralf (* 1977), deutscher Historiker
- Raths, Robert (* 1961), Schweizer Politiker (FDP)
- Rathsack, Karl (1899–1989), deutscher Agrikulturchemiker auf dem Gebiet der Pflanzenernährung
- Rathsam, Uwe (* 1966), deutscher Schauspieler
- Rathsamhausen zu Ehenweyer, Ludwig Samson von (1740–1819), deutscher Jurist, Regierungspräsident in Darmstadt
- Rathsamhausen, Kasimir Friedrich von (1698–1786), deutscher Benediktiner-Abt
- Rathscheck, Marie (* 1990), deutsche Film- und Theaterschauspielerin
- Rathsfeld, Anne (* 1970), deutsche Schauspielerin
- Räthzel, Nora (* 1948), deutsche Sozialwissenschaftlerin

### Rati
- Ratia, Armi (1912–1979), finnische Unternehmerin und Textildesignerin
- Ratibor († 1043), Fürst des abodritischen Teilstammes der Polaben
- Ratibor († 1183), Prinz von Pommern
- Ratibor (1212–1272), Herzog von Pommerellen
- Ratibor I. († 1156), Herzog von Pommern
- Ratibor II., Fürst von Schlawe-Stolp
- Ratibor und Corvey, Karl Prinz von (1860–1931), deutscher Jurist und Politiker
- Ratibor und Corvey, Max von (1856–1924), deutscher Diplomat
- Ratibor, Victor I. von (1818–1893), deutscher Standesherr und Politiker, MdR
- Ratibor, Victor II. Amadeus von (1847–1923), preußischer Politiker und StandesherrVictor II. Amadeus von Ratibor (1847–1923)

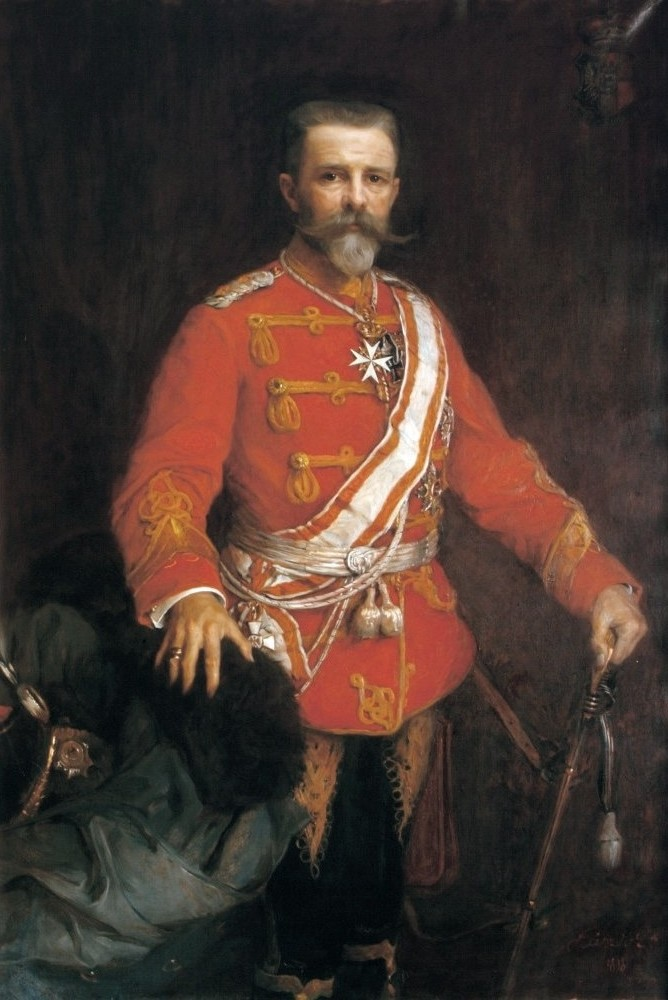
Victor II. Amadeus von Ratibor (1847–1923)

- Ratibor, Victor III. von (1879–1945), deutscher Land- und Forstwirt
- Ratier, Antony (1851–1934), französischer Politiker, Senator und Justizminister
- Ratier, Rodrigo (* 1969), argentinischer Pianist und Leiter der Rodrigo Ratier Quintett
- Ratieta, Naboua (1938–1986), kiribatischer Politiker, Parteigründer und Chief Minister
- Ratifo, Stanley (* 1994), deutscher Fußballspieler
- Ratigan, Dylan (* 1972), US-amerikanischer Journalist und Fernsehmoderator
- Ratignier, Jocelyne (* 1954), französische Fußballspielerin
- Ratimir, Herrscher in Sisak
- Rating, Arnulf (* 1951), deutscher KabarettistArnulf Rating (* 1951)

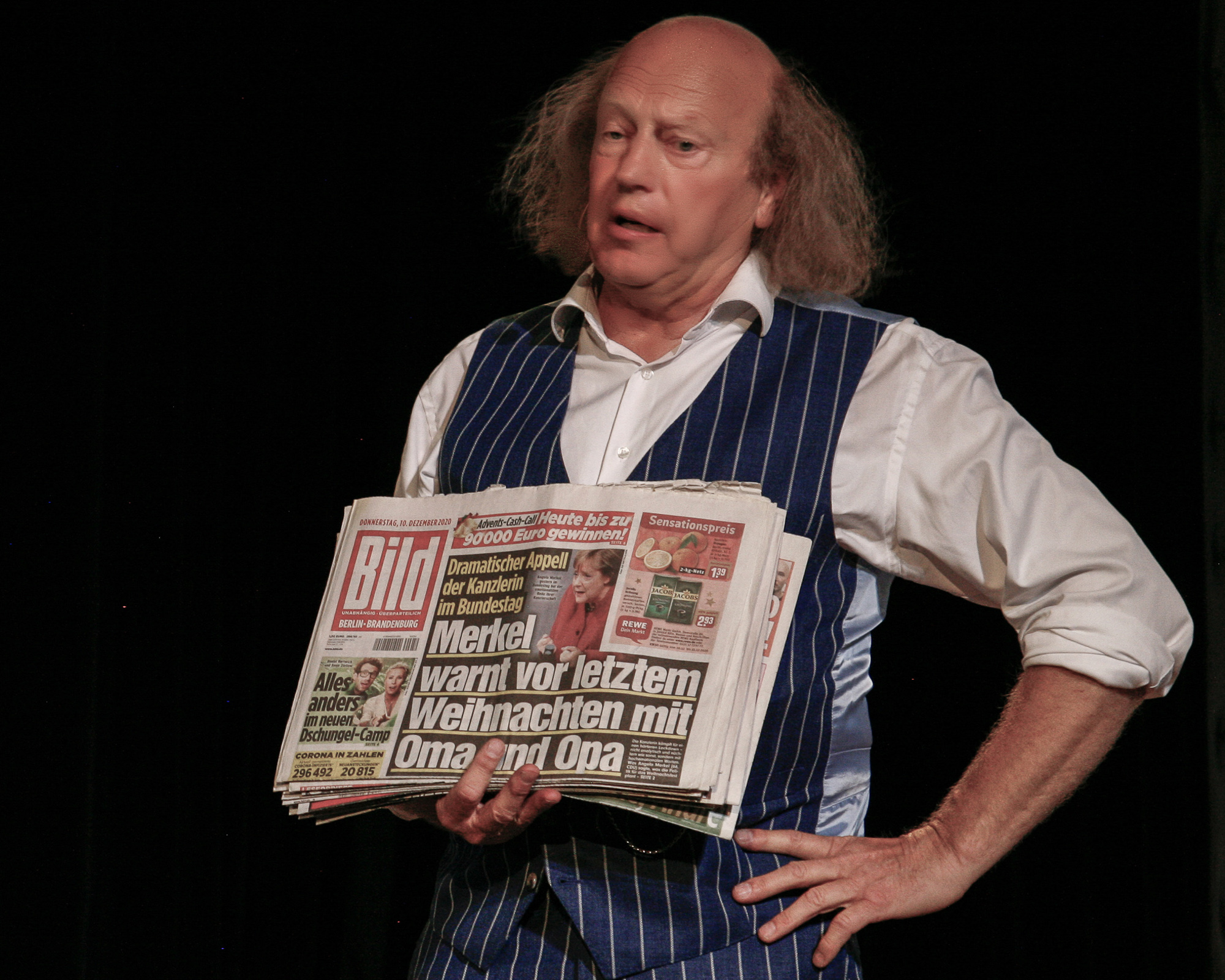
Arnulf Rating (* 1951)

- Ratinho (* 1971), brasilianischer Fußballspieler
- Ratip, Arman (* 1942), türkisch-zypriotischer Jazzmusiker (Piano, Komposition)
- Ratipong Phangkabutr (* 2001), thailändischer Fußballspieler
- Ratisbonne, Alphonse (1814–1884), französischer Ordensgründer
- Ratisbonne, Louis (1827–1900), französischer Schriftsteller und Übersetzer
- Ratisbonne, Théodore (1802–1884), französischer römisch-katholischer Geistlicher und Ordensgründer
- Ratislaus von Rügen († 1141), König von Rügen, Fürst der Ranen
- Rațiu, Adrian (1928–2005), rumänischer Komponist und Musikpädagoge
- Rațiu, Andrei (* 1998), rumänisch-spanischer Fußballspieler
- Rațiu, Ioan (1828–1902), siebenbürgischer Rechtsanwalt und Politiker
- Rațiu, Ion (1917–2000), rumänischer Politiker
- Ratiu, Tudor (* 1950), rumänisch-US-amerikanischer Mathematiker
- Ratius, Anneliese, deutsche Tischtennisspielerin

### Ratj
- Ratjen, Heinrich (1918–2008), deutscher LeichtathletHeinrich Ratjen (1918–2008)

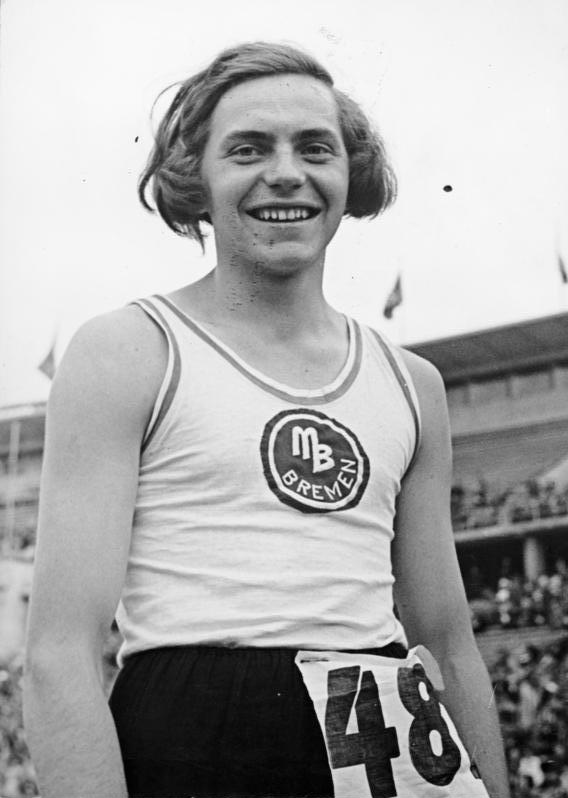
Heinrich Ratjen (1918–2008)

- Ratjen, Henning (1793–1880), deutscher Jurist, Professor und Universitätsbibliothekar
- Ratjen, Jörg (* 1963), deutscher Schauspieler
- Ratjen, Karl Gustaf (1919–2010), deutscher Manager
- Ratjen, Sebastian (1972–2018), deutscher Politiker (FDP), MdL
- Ratjen-Damerau, Christiane (* 1954), deutsche Politikerin (FDP), MdB

### Ratk
- Ratka, Marcus (* 1970), österreichischer Musiker, Komponist und Musikwissenschaftler
- Ratka, Richard (* 1963), deutscher Handballspieler und -trainer
- Ratka, Thomas (* 1973), österreichischer Rechtswissenschaftler
- Ratka, Victor (1895–1966), deutscher Psychiater und T4-Gutachter
- Rátkai, János (* 1951), ungarischer Kanute
- Ratkaj, Ivan (1647–1683), kroatischer Jesuit, Missionar und Kartograf
- Ratkay, Georg (1845–1868), Raubmörder
- Ratke, Sven (* 1972), deutscher Fußballspieler und -trainer
- Ratke, Wolfgang (1571–1635), deutscher Didaktiker und Pädagoge
- Ratkewitsch, Julija (* 1985), belarussische bzw. aserbaidschanische Ringerin
- Ratkić, Ivan (* 1986), kroatischer Skirennläufer
- Ratkje, Maja (* 1973), norwegische Improvisationsmusikerin und Komponistin
- Ratkov, Petar (* 2003), serbischer FußballspielerPetar Ratkov (* 2003)

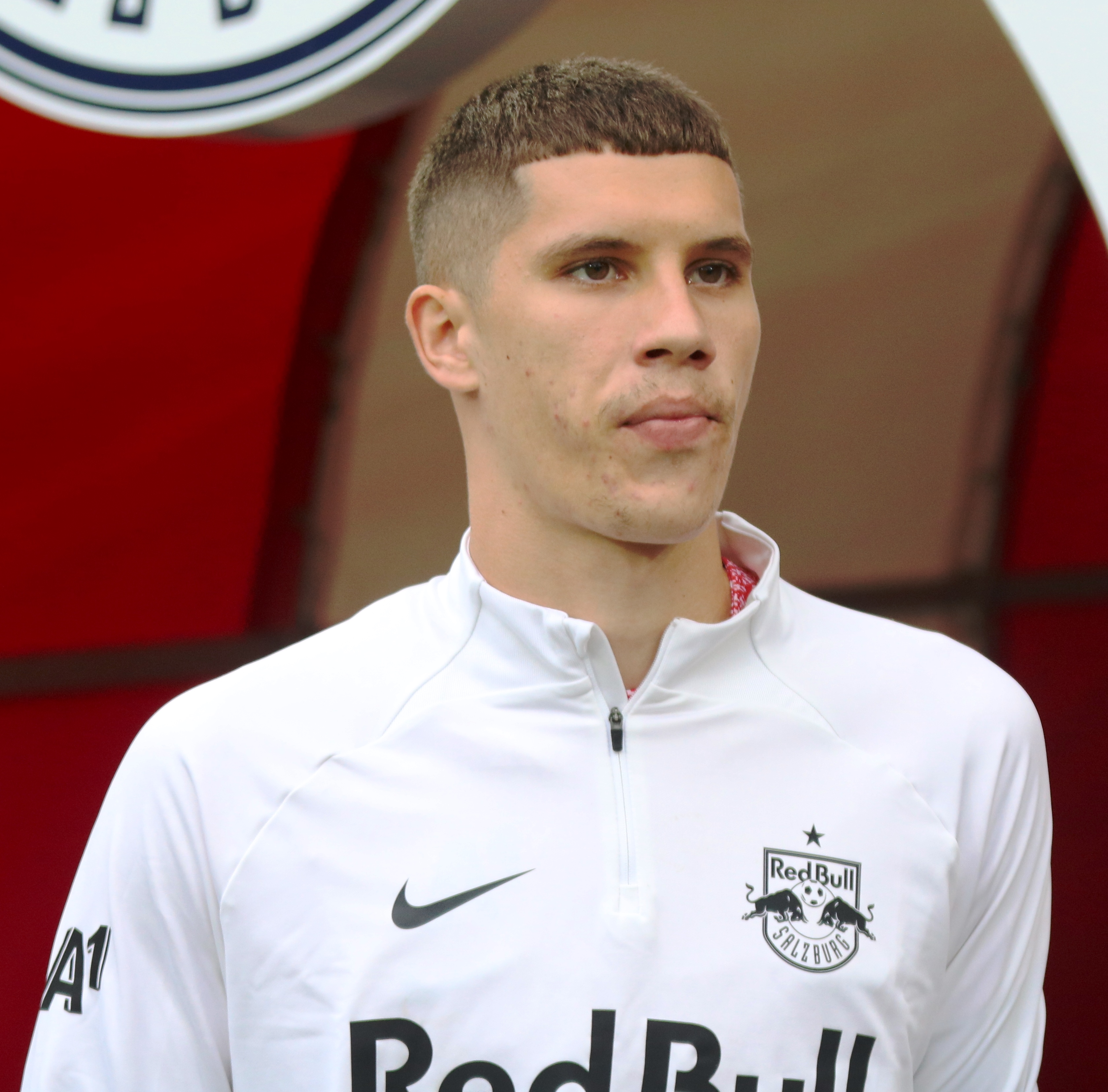
Petar Ratkov (* 2003)

- Ratković, Stjepan (1878–1968), jugoslawischer Pädagoge und Gesandter im Dritten Reich
- Ratković, Zoran (* 1978), kroatischer Fußballspieler
- Ratkovica, Branislav (* 1985), serbischer Basketballspieler
- Ratkowitsch, Christine (* 1953), österreichische Klassische Philologin an der Universität Wien
- Ratkowski, Anne (1903–1996), deutsch-jüdische Malerin
- Ratkowski, Robert (* 1975), deutscher Fußballspieler

### Ratl
- Ratledge, Mike (1943–2025), britischer Keyboarder und Komponist
- Ratliff, Alfonso (* 1956), US-amerikanischer Boxer
- Ratliff, Ben (* 1968), US-amerikanischer Journalist und Jazzautor
- Ratliff, Bill (* 1936), US-amerikanischer Politiker
- Ratliff, Floyd (1919–1999), US-amerikanischer Psychologe
- Ratliff, Theo (* 1973), US-amerikanischer Basketballspieler

### Ratm
- Ratmansky, Alexei (* 1968), russischer Tänzer und Choreograph

### Ratn
- Ratna von Nepal (* 1928), nepalesische Königin und KöniginmutterRatna von Nepal (* 1928)

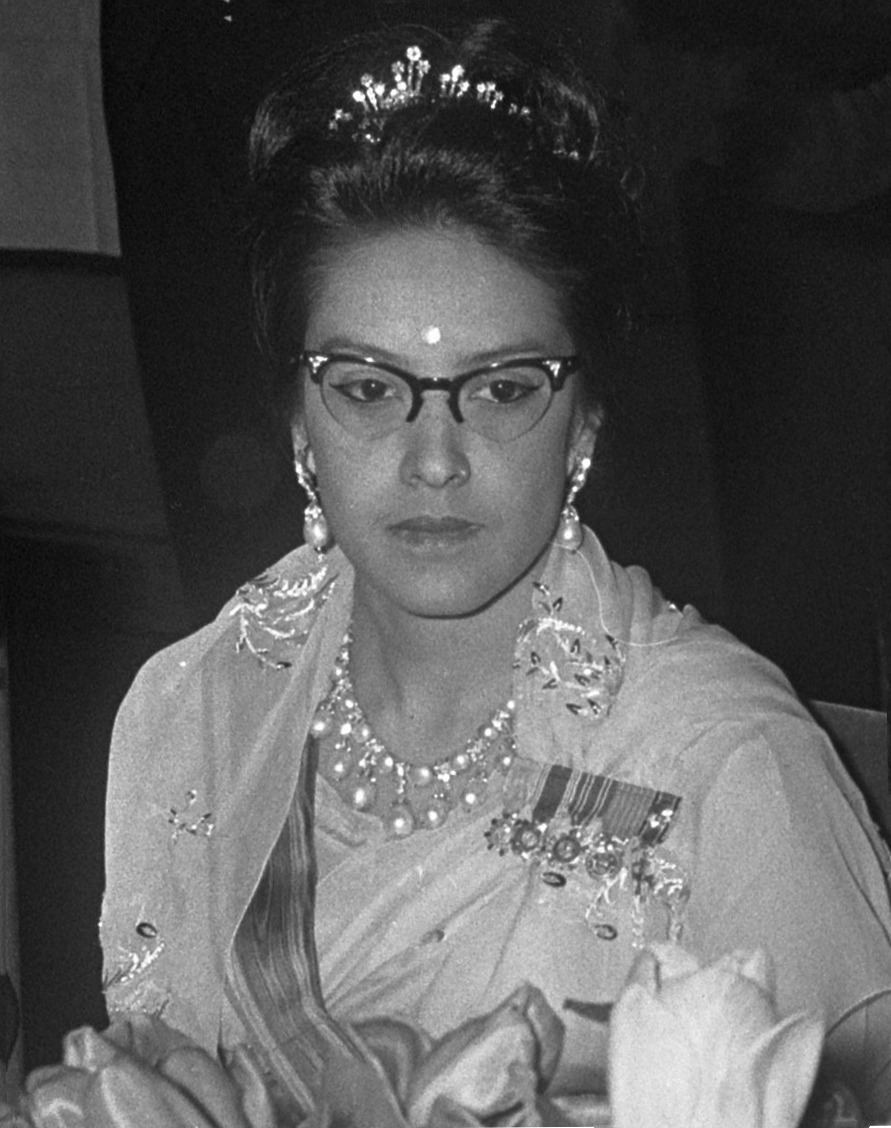
Ratna von Nepal (* 1928)

- Ratna, Sharmin (* 1988), bangladeschische Sportschützin
- Ratnam, Mani (* 1956), indischer Drehbuchautor, Filmproduzent und Filmregisseur
- Ratnasamy, Sylvia (* 1976), belgisch-indische Informatikerin
- Ratnasari, Fransisca (* 1986), indonesische Badmintonspielerin
- Ratnasiri, Achini Nimeshika (* 1994), sri-lankische Badmintonspielerin
- Ratnawati, Anny (* 1962), indonesische Politikerin und Agrarwissenschaftlerin, Vize-Finanzministerin
- Ratnawati, Dwi (* 1982), indonesische Diskuswerferin
- Ratner, Benjamin, kanadischer Schauspieler und Regisseur
- Ratner, Brett (* 1969), US-amerikanischer RegisseurBrett Ratner (* 1969)

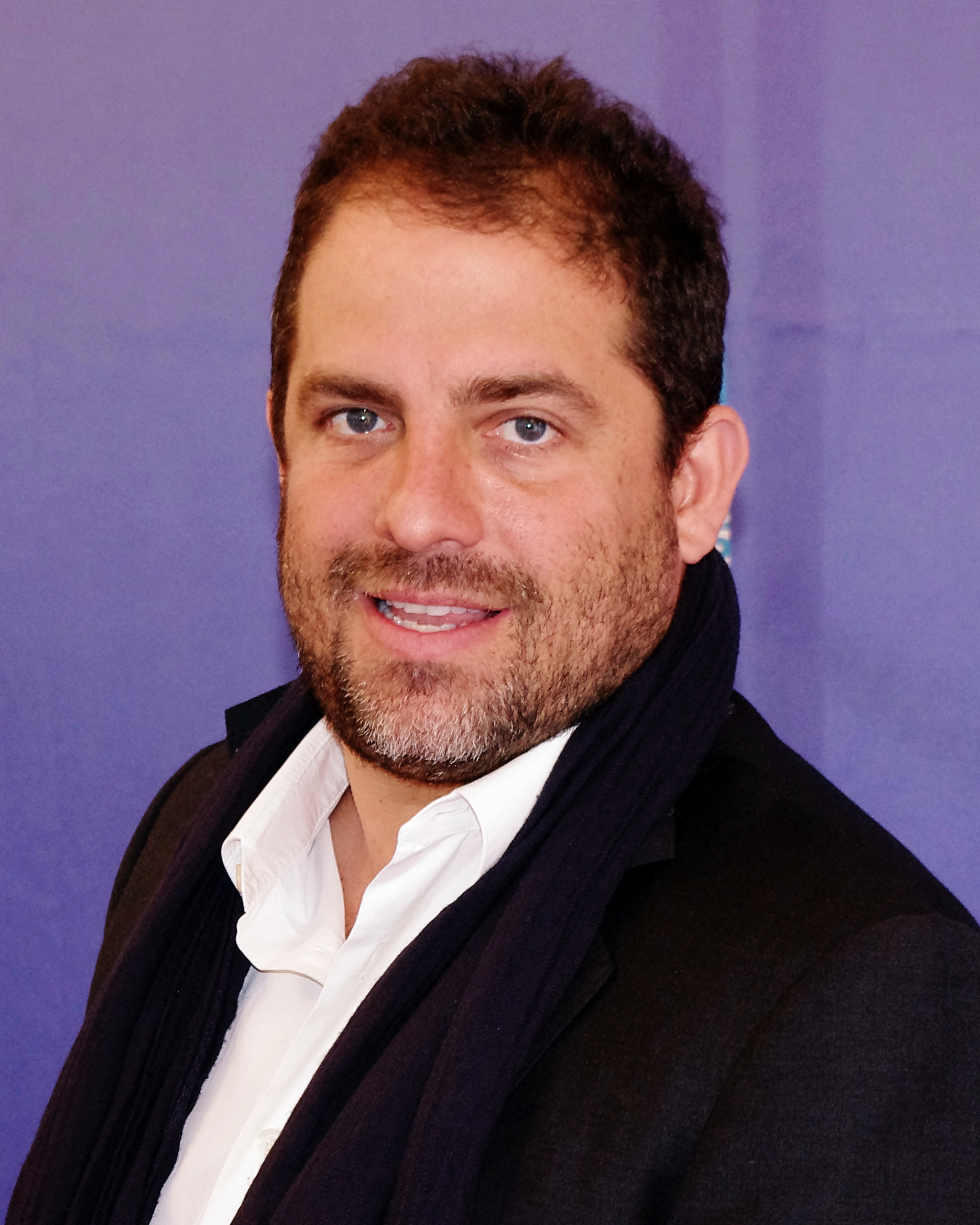
Brett Ratner (* 1969)

- Ratner, Bruce (* 1945), US-amerikanischer Bauunternehmer
- Ratner, Buddy (* 1947), amerikanischer Polymerchemiker und Biomaterialforscher
- Ratner, Ellen, US-amerikanische Schauspielerin
- Ratner, Jewgenija Moissejewna (1886–1931), russische Revolutionärin und Ökonomin
- Ratner, Malena (* 1995), argentinische Schauspielerin und Tänzerin
- Ratner, Marina (1938–2017), US-amerikanische Mathematikerin
- Ratner, Mark A. (* 1942), US-amerikanischer Chemiker
- Ratner, Michael (1943–2016), US-amerikanischer Rechtsanwalt, Bürger- und Menschenrechtsaktivist, Universitätsdozent und Autor
- Ratner, Payne (1896–1974), US-amerikanischer Politiker
- Ratner, Sarah (1903–1999), US-amerikanische Biochemikerin
- Ratniece, Santa (* 1977), lettische Komponistin
- Ratnik, Alfred (1905–1989), estnischer Fußballspieler
- Ratnikow, Alexander Anatoljewitsch (* 1979), russischer Schauspieler
- Ratnikowa, Wiktorija (* 1999), ukrainische Sprinterin
- Ratnoff, Oscar D. (1916–2008), US-amerikanischer Hämatologe
- Ratnowsky, Raoul (1912–1999), Schweizer Bildhauer
- Ratnowsky, Simon (1884–1945), russisch-schweizerischer Physiker

### Rato
- Rato, Mattia (* 2005), italienischer Motorradrennfahrer
- Rato, Rodrigo (* 1949), spanischer Politiker; Direktor des IWF
- Ratoff, Gregory (1897–1960), US-amerikanischer Schauspieler, Filmregisseur und ProduzentGregory Ratoff (1897–1960)

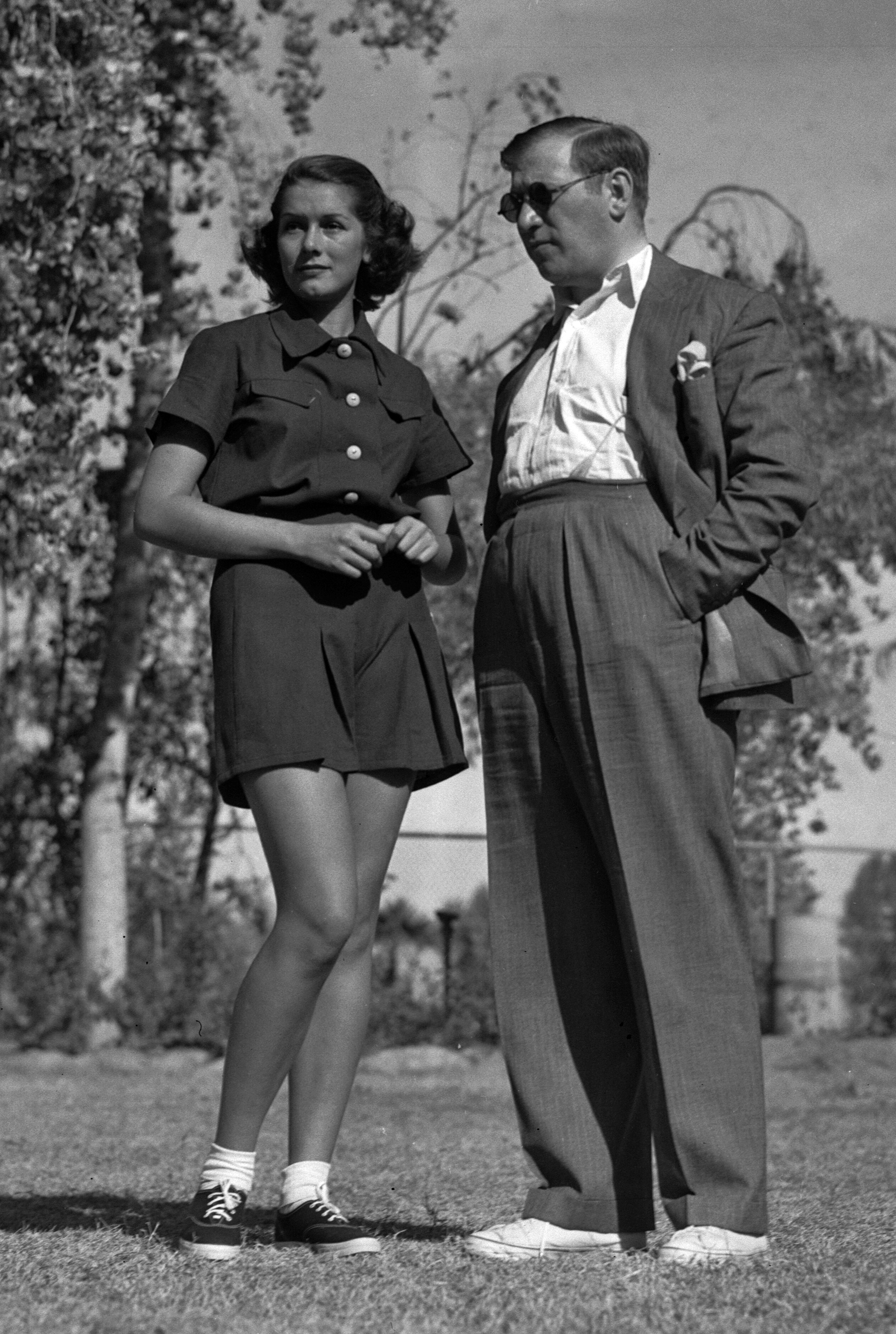
Gregory Ratoff (1897–1960)

- Ratold von Straßburg († 874), Bischof von Straßburg
- Ratolf, Markgraf der Sorbenmark

### Ratp
- Ratpert, Abt von St. Gallen
- Ratpert von St. Gallen, mittellateinisch und althochdeutsch schreibender Gelehrter, Chronist und Dichter
- Ratpot, Präfekt der Marcha orientalis

### Ratr
- Ratra, Bharat (* 1960), indischer Astrophysiker
- Ratramnus von Corbie, Benediktinermönch und nonkonformistischer Theologe in der Abtei von Corbie
- Ratray, Devin (* 1977), US-amerikanischer Schauspieler

### Rats
- Rats, Anne (* 1987), niederländische Schauspielerin
- Ratsada, König des Reiches Ayutthaya
- Ratsch, Alide (1883–1975), deutsche Widerstandskämpferin gegen den Nationalsozialismus
- Rätsch, Birgit (* 1965), deutsche Journalistin und Fachbuchautorin
- Rätsch, Christian (1957–2022), deutscher Altamerikanist und EthnopharmakologeChristian Rätsch (1957–2022)

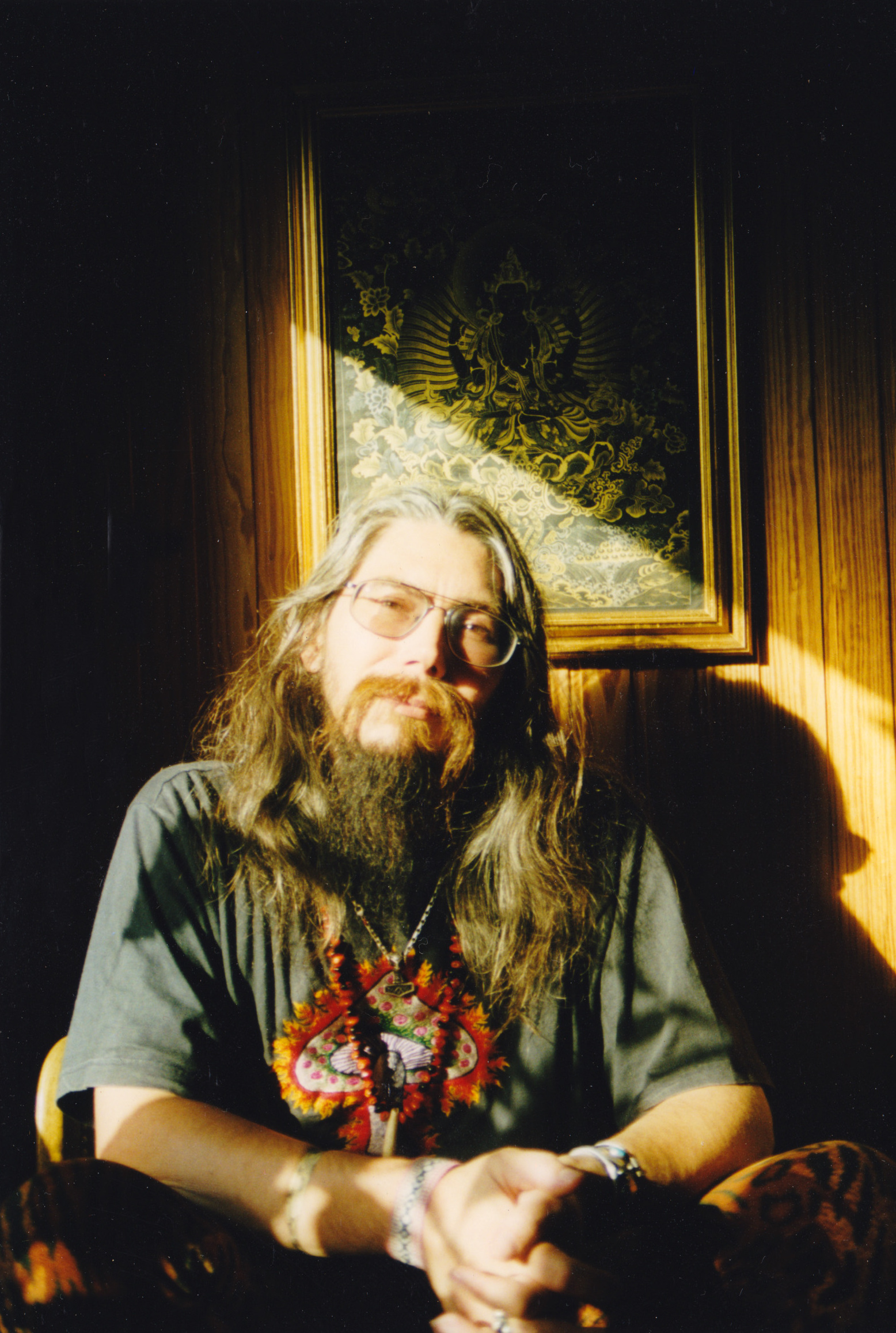
Christian Rätsch (1957–2022)

- Rätsch, Dorothee (* 1940), deutsche Künstlerin
- Rätsch, Erich (* 1911), deutscher Schlosser und Mitglied der Volkskammer der DDR
- Ratsch, Harry (1924–2001), deutscher Fußballspieler
- Rätsch, Karl (* 1935), deutscher Bildhauer
- Rätsch, Klaus (* 1942), deutscher Schauspieler und Hörspielsprecher
- Rätsch, Rolf (1935–1995), deutscher Tischtennisspieler
- Ratschbacher, Lothar (* 1956), österreichischer Geologe
- Ratschew, Bettina (* 1972), österreichische Schauspielerin
- Ratschew, Nedju (* 1915), bulgarischer Radrennfahrer
- Ratschiller, Hosea (* 1981), österreichischer Schauspieler, Satiriker und RadiomacherHosea Ratschiller (* 1981)

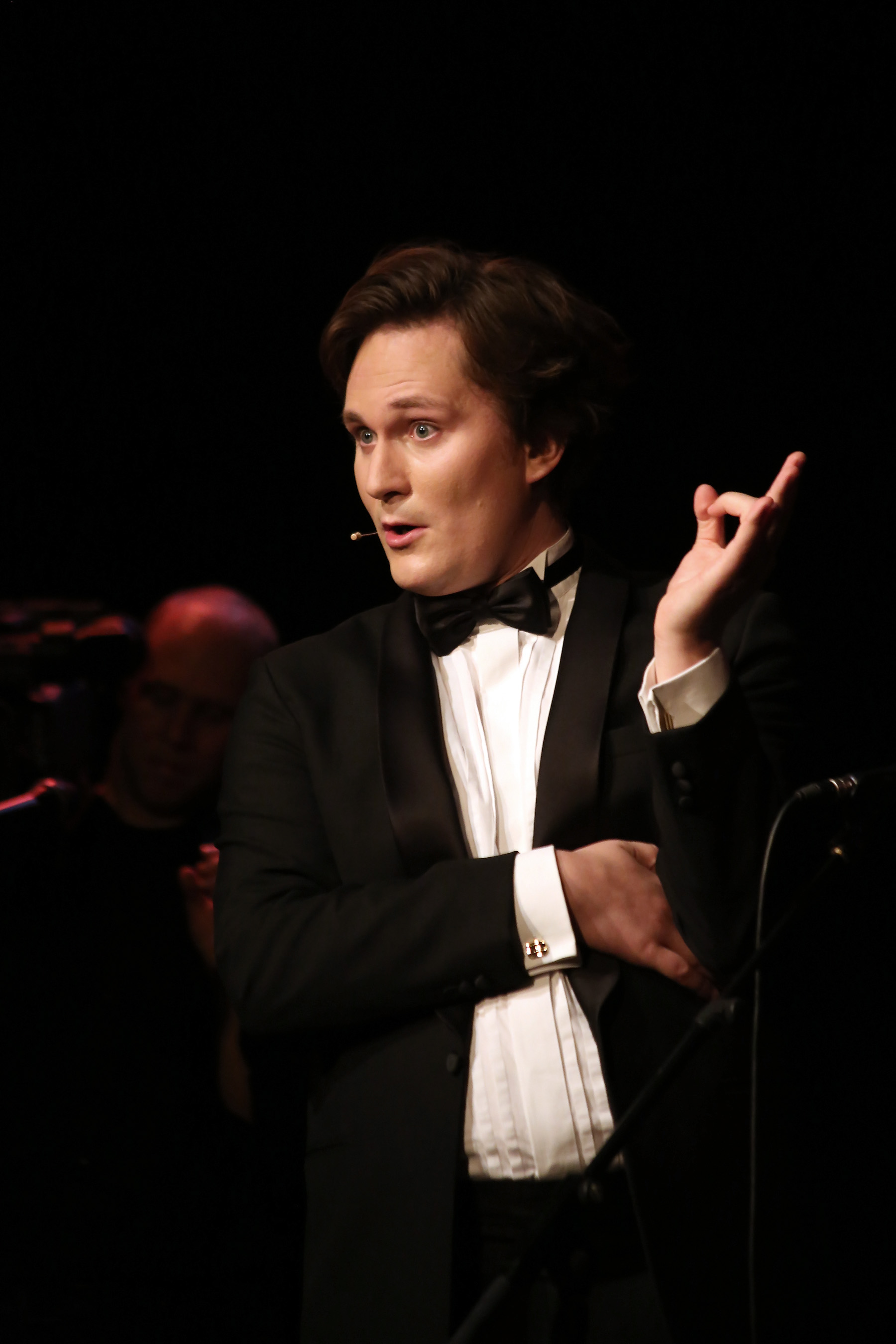
Hosea Ratschiller (* 1981)

- Ratschiller, Marco (* 1974), Schweizer Journalist und Karikaturist
- Ratschiller, Tobias (* 1979), italienischer Software-Entwickler, Buchautor (Südtirol)
- Ratschinski, Gawrila Andrejewitsch (1777–1843), russischer Komponist
- Ratschinski, Jakow Andrejewitsch (* 1980), russischer Eishockeyspieler
- Ratschko, Karl-Werner (* 1943), deutscher Arzt und Historiker, Hauptgeschäftsführer der Ärztekammer Schleswig-Holstein
- Ratschkow, Waleri (* 1956), sowjetischer Boxer
- Ratschkowski, Pjotr Iwanowitsch (1853–1910), russischer Geheimagent
- Ratschky, Joseph Franz (1757–1810), österreichischer Schriftsteller
- Ratschow, Carl Heinz (1911–1999), deutscher Theologe und Religionsphilosoph
- Ratschow, Eckart (* 1966), deutscher Jurist, Richter am Bundesfinanzhof
- Ratschow, Max (1904–1963), deutscher Mediziner und der Begründer der Angiologie
- Ratschwelischwili, Anita (* 1984), georgische Opernsängerin im Fach Mezzosopran
- Ratschyba, Wassyl (* 1982), ukrainischer Ringer
- Ratschynska, Natalija (* 1970), ukrainische Fußballschiedsrichterassistentin
- Ratschynska, Uljana (* 2003), ukrainische Leichtathletin
- Rätsep, Huno (* 1927), estnischer Sprachwissenschaftler und Finnougrist
- Ratsey, Colin (1906–1984), britischer Segler
- Ratsey, George (1875–1942), britischer Segler
- Ratsifandrihamanana, Clarisse (1926–1987), madagassische Schriftstellerin
- Ratsifandrihamanana, Lila (* 1959), madagassische Politikerin und Diplomatin
- Ratsimamotoana, Bernard Charles (1925–2005), madagassischer römisch-katholischer Ordensgeistlicher, Bischof von Morondava
- Ratsimandrava, Richard (1931–1975), madagassischer Politiker, Präsident von Madagaskar
- Ratsimbazafy, Ony Paule (* 1976), madagassische Sprinterin
- Ratsirahonana, Norbert (* 1938), madagassischer Politiker, Premierminister und Staatspräsident Madagaskars
- Ratsiraka, Didier (1936–2021), madagassischer PolitikerDidier Ratsiraka (1936–2021)

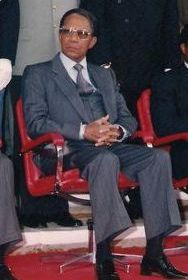
Didier Ratsiraka (1936–2021)

- Ratsma, Rosa (* 1996), niederländische Schachspielerin

### Ratt
- Ratt, Walter (* 1954), österreichischer Politiker (FPÖ), Landtagsabgeordneter
- Rattan, Donald V. (1924–2017), US-amerikanischer Offizier, Generalmajor der US-Army
- Rattana Petch-Aporn (* 1982), thailändischer Fußballspieler
- Rattana, Vandy (* 1980), kambodschanischer Fotograf
- Rattanachat Niamthaisong (* 2001), thailändischer Fußballspieler
- Rattanai Songsangchan (* 1995), thailändischer Fußballspieler
- Rattanakun Seriroengrit, Charun (1895–1983), thailändischer Heeresoffizier, Staatsbeamter und Politiker
- Rattanavilay, Sengtong (* 1998), französisch-kambodschanischer Fußballspieler
- Rattanusorn, Sangob (* 1943), thailändischer Badmintonspieler
- Rattapon Auttawong (* 1981), thailändischer Fußballspieler
- Rattapong Promla (* 2006), thailändischer Fußballspieler
- Rattapoom Lonlue (* 2002), thailändischer Fußballspieler
- Rattasak Wiang-in (* 1992), thailändischer Fußballspieler
- Rattasart Makasoot (* 1999), thailändischer Fußballspieler
- Rattasat Bangsungnoen (* 2005), thailändischer Fußballspieler
- Rattay, Klaus-Jürgen (1962–1981), deutscher Hausbesetzer
- Rattazzi, Urbano (1808–1873), italienischer Politiker, Mitglied der Camera dei deputati
- Ratte, Étienne-Hyacinthe de (1722–1805), französischer Physiker, Astronom und Enzyklopädist
- Ratte-Polle, Anne (* 1974), deutsche SchauspielerinAnne Ratte-Polle (* 1974)

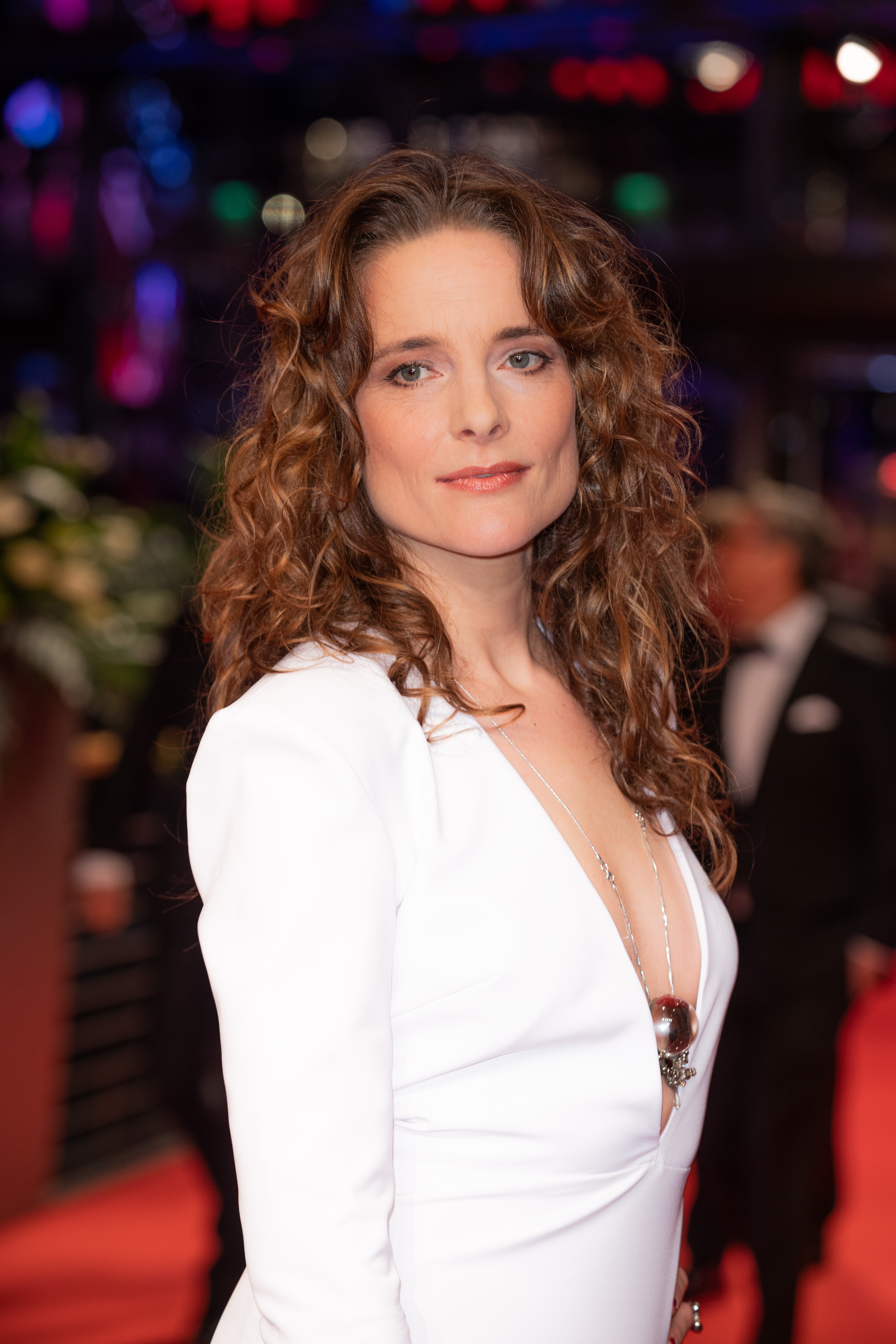
Anne Ratte-Polle (* 1974)

- Rättel, Artur (* 1993), estnischer Fußballspieler
- Rattel, Georg (1882–1950), deutscher Kommunalpolitiker (BVP, CSU), Ehrenbürger Bambergs
- Rattelmüller, Paul Ernst (1924–2004), deutscher Heimatpfleger, Autor und Hörfunkmoderator
- Rattemeyer, Volker (* 1943), deutscher Kunsthistoriker
- Rattenbury, Francis (1867–1935), britisch-kanadischer Architekt
- Rattenhuber, Ernst (1887–1951), bayerischer Politiker
- Rattenhuber, Johann (1897–1957), deutscher Leiter des Reichssicherheitsdienstes und der Leibwache Adolf Hitlers
- Rattenni, Janis (* 1983), deutsche Regisseurin
- Rattensperger, Josef (1807–1866), österreichischer Maler
- Ratter, Alexander (* 1985), deutsch-österreichischer Film- und Theaterregisseur
- Ratter, Beate (* 1962), deutsche Geographin
- Ratter, Ruth (* 1955), deutsche Politikerin (Bündnis 90/Die Grünen)
- Rattermann, Heinrich (1832–1923), deutsch-amerikanischer Historiker, Autor, Herausgeber und Versicherungsunternehmer
- Rattey, Sabrina (* 1980), deutsche Schauspielerin
- Ratthakron Thongkae (* 1999), thailändischer Fußballspieler
- Ratthanakorn Maikami (* 1998), thailändischer Fußballspieler
- Ratthapark Wilairot (* 1988), thailändischer Motorradrennfahrer
- Ratthaphon Phoopharot (* 2002), thailändischer Fußballspieler
- Ratthaphong Cheaaem (* 2005), thailändischer Fußballspieler
- Ratthaphum Phankhechon (* 2005), thailändischer Fußballspieler
- Ratthapon Sanapadung (* 1990), thailändischer Fußballspieler
- Ratthathammanun Deeying (* 2006), thailändischer Fußballspieler
- Ratthey, Barbara (1940–2009), deutsche Schauspielerin und SprecherinBarbara Ratthey (1940–2009)

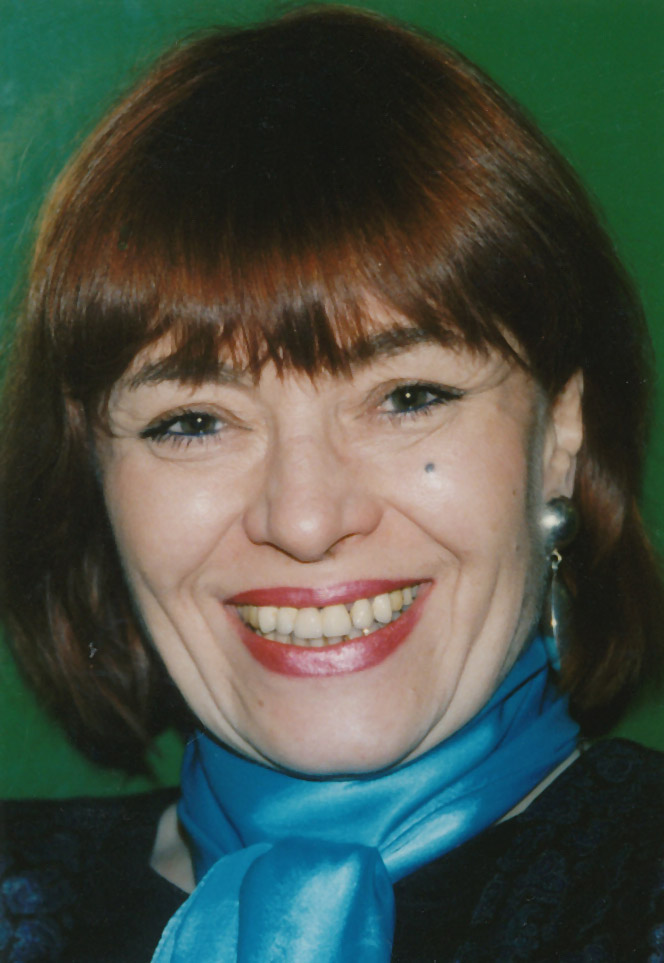
Barbara Ratthey (1940–2009)

- Ratti, André (1935–1986), Schweizer Fernsehjournalist
- Ratti, Bartolomeo (1565–1634), italienischer Franziskanerbruder, Priester, Organist, Sänger, Kapellmeister und Komponist
- Ratti, Carlo (* 1971), italienischer Architekt und Ingenieur
- Ratti, Carlo Giuseppe (1737–1795), italienischer Maler und Historiker
- Ratti, Eddy (* 1977), italienischer Radrennfahrer
- Ratti, Eugenia (1933–2020), italienische Opernsängerin (Sopran)
- Ratti, Filippo Walter (1914–1981), italienischer Filmregisseur
- Ratti, Giancarlo (* 1957), italienischer Schauspieler und Moderator
- Ratti, Heber (* 1994), uruguayischer Fußballspieler
- Ratti, Lorenzo († 1630), italienischer Kapellmeister und Komponist
- Ratti, Remigio (* 1944), Schweizer Volkswirtschaftler und Politiker
- Ratti, Sachin (* 1980), indischer Badmintonspieler
- Ratti, Stéphane (* 1959), französischer Althistoriker
- Ratti-Menton, Benoît Ulysse de (1799–1864), französischer Botschafter
- Rattie, Ty (* 1993), kanadischer Eishockeyspieler
- Rättig, Carl (1794–1852), deutscher Lehrer und Politiker
- Rattigan, Jim (* 1960), britischer Hornist, auch Arrangeur und Komponist
- Rattigan, Terence (1911–1977), britischer Dramatiker und DrehbuchautorTerence Rattigan (1911–1977)

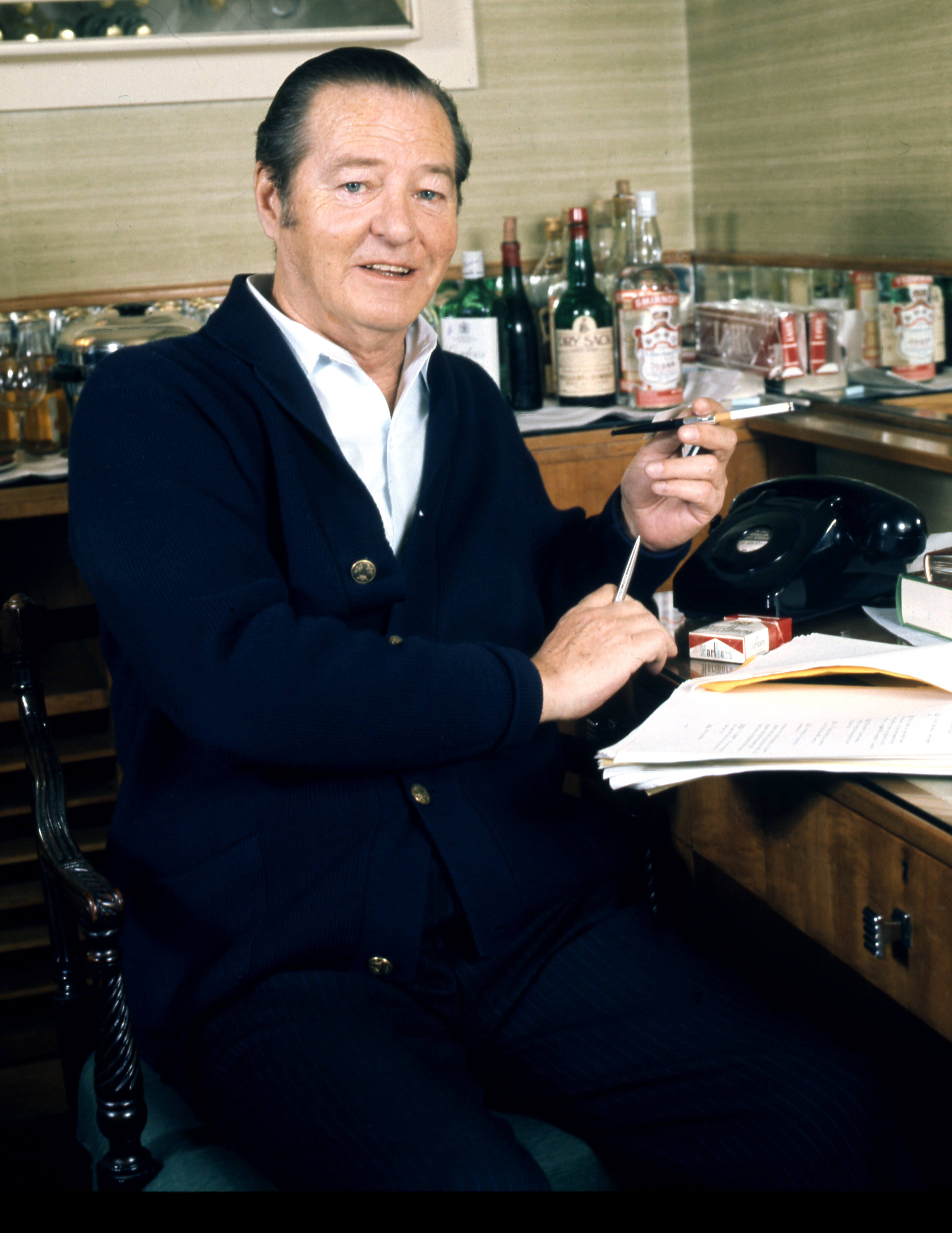
Terence Rattigan (1911–1977)

- Rattikan Gulnoi (* 1993), thailändische Gewichtheberin
- Rattikone, Ouane (1912–1978), laotischer Luftwaffengeneral und Rauschgifthändler
- Rattín, Antonio (* 1937), argentinischer Fußballspieler und -trainer
- Rattinger, Anton (* 1951), österreichischer Schauspieler
- Rattinger, Hans (* 1950), deutscher Politikwissenschaftler
- Rattinger, Tobias (* 1997), österreichischer Hindernisläufer
- Rattini, Maurizio (* 1949), san-marinesischer Politiker
- Rattle, Niki (* 1951), Krankenschwester und Politikerin in den Cookinseln
- Rattle, Simon (* 1955), britischer DirigentSimon Rattle (* 1955)

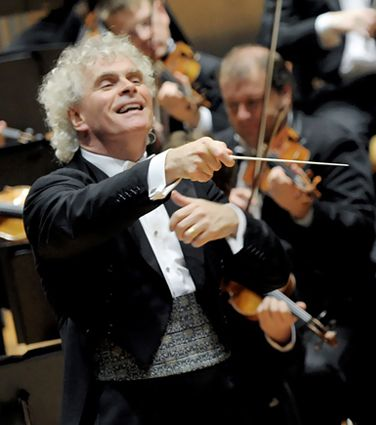
Simon Rattle (* 1955)

- Rattler, Spencer (* 2000), US-amerikanischer American-Football-Spieler
- Rattlesnake Annie (* 1941), US-amerikanische Country-Sängerin
- Rattling Blanket Woman, Indianerin
- Rattman, Jay (* 1987), US-amerikanischer Jazzmusiker (Saxophone, Klarinette, Flöte)
- Rattner, Abraham († 1978), US-amerikanischer Maler des Expressionismus
- Rattner, Henrique (1923–2011), brasilianischer Urbanist und Wirtschaftswissenschaftler
- Rattner, Josef (1928–2022), österreichischer Psychologe
- Rattner, Steven (* 1952), US-amerikanischer Investor
- Ratto de Sadosky, Cora (1912–1981), argentinische Mathematikerin, Hochschullehrerin und Menschenrechtsaktivistin
- Ratto, Daniele (* 1989), italienischer Radrennfahrer
- Ratto, Pietro (* 1965), italienischer Schriftsteller und Rockmusiker
- Ratto, Rossella (* 1993), italienische Radrennfahrerin
- Ratton, Charles (1895–1986), französischer Kunsthändler
- Rattray, Alfred (1925–2005), jamaikanischer Rechtsanwalt, Politiker und Diplomat
- Rattray, Beth, neuseeländische Fußballschiedsrichterin
- Rattray, Carl (1929–2012), jamaikanischer Jurist und Politiker
- Rattray, Celine (* 1975), britische Filmproduzentin
- Rattray, David, irischer Fußballspieler
- Rattray, David (1958–2007), südafrikanischer Historiker
- Rattray, Lizzie Frost (1855–1931), neuseeländische Suffragette und Journalistin
- Rattray, Robert Sutherland (1881–1938), britischer Ethnologe und Afrikanist
- Rattray-Williams, Cathy (* 1963), jamaikanische Sprinterin
- Rättyä, Anni (1934–2021), finnische Speerwerferin

### Ratu
- Ratu, Adela (* 1993), rumänische Fußballspielerin
- Ratulangi, Sam (1890–1949), indonesischer Journalist und Politiker
- Ratuschinskaja, Irina Borissowna (1954–2017), russische Dichterin und Dissidentin
- Ratuschnyj, Roman (1997–2022), ukrainischer politischer Aktivist und Soldat
- Ratushny, Dan (* 1970), kanadischer Eishockeyspieler und -trainer
- Ratusiński, Andrzej (* 1949), polnischer Pianist und Pädagoge
- Ratusny, Armin (* 1958), deutscher Geograph und Hochschullehrer
- Ratuszniak, Maciej (1989–2025), polnischer E-Sportler
- Ratut, Beile (* 1972), deutschsprachige finnische Schriftstellerin

### Raty
- Räty, Noora (* 1989), finnische Eishockeytorhüterin
- Räty, Seppo (* 1962), finnischer Speerwerfer

### Ratz
- Ratz, Alfred (1882–1924), österreichischer Politiker (CS), Landtagsabgeordneter und Landesrat im Burgenland
- Ratz, August (1878–1946), österreichischer Politiker, Landtagsabgeordneter
- Ratz, Brigitte (1929–2006), österreichische Schauspielerin
- Ratz, Eckart (* 1953), österreichischer Jurist und PolitikerEckart Ratz (* 1953)

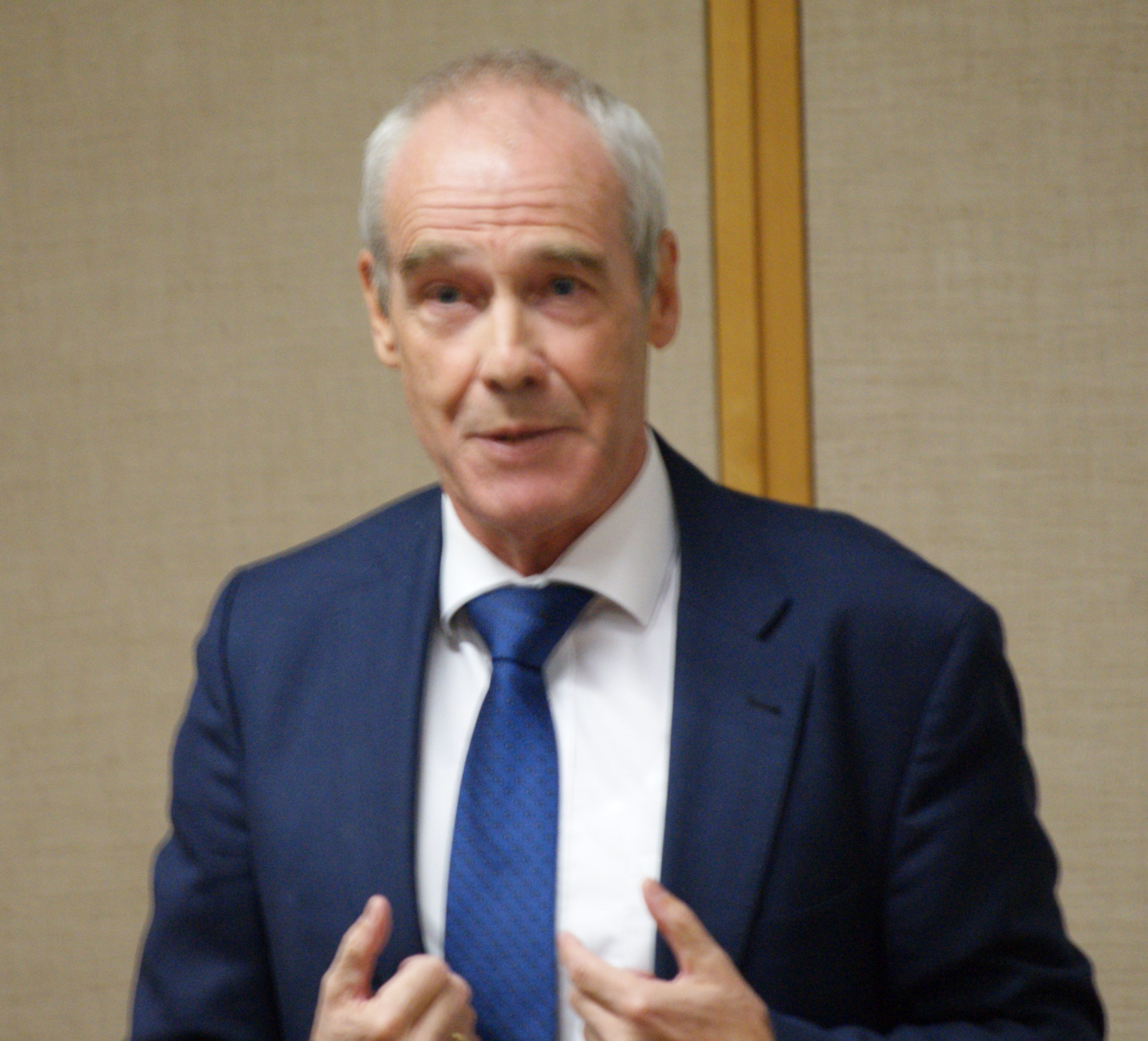
Eckart Ratz (* 1953)

- Ratz, Edmund (1933–2017), deutscher lutherischer Theologe und Bischof
- Ratz, Erwin (1898–1973), österreichischer Musiktheoretiker und Musikwissenschaftler
- Ratz, Gerold (1919–2006), österreichischer Politiker (ÖVP), Landtagsabgeordneter
- Rätz, Günter (1935–2024), deutscher Regisseur und Drehbuchautor
- Ratz, Heinz (* 1968), deutscher Dichter, Schriftsteller und Liedermacher
- Ratz, Herbert (* 1981), österreichischer Eishockeyspieler
- Rátz, Jenő (1882–1952), ungarischer Generaloberst, Politiker und Verteidigungsminister
- Ratz, Johann Kaspar (1786–1860), österreichischer Politiker und Richter
- Ratz, Karl (1897–1961), deutscher Politiker (SPD), MdL
- Ratz, Paul (1898–1969), deutscher Jurist
- Rátz, Wilhelm (1882–1952), evangelisch-lutherischer Prediger
- Ratz, Wolfgang (* 1959), österreichischer Schriftsteller und Literaturkritiker
- Ratzeburg, Hannelore (* 1951), deutsche Fußballfunktionärin
- Ratzeburg, Julius Theodor Christian (1801–1871), deutscher Zoologe, Entomologe und Forstwissenschaftler
- Ratzek, Walter (* 1960), deutscher Soldat und Kapellmeister
- Ratzek, Wolfgang (1951–2014), deutscher Informationswissenschaftler
- Ratzel, Friedrich (1844–1904), deutscher Zoologe und GeographFriedrich Ratzel (1844–1904)

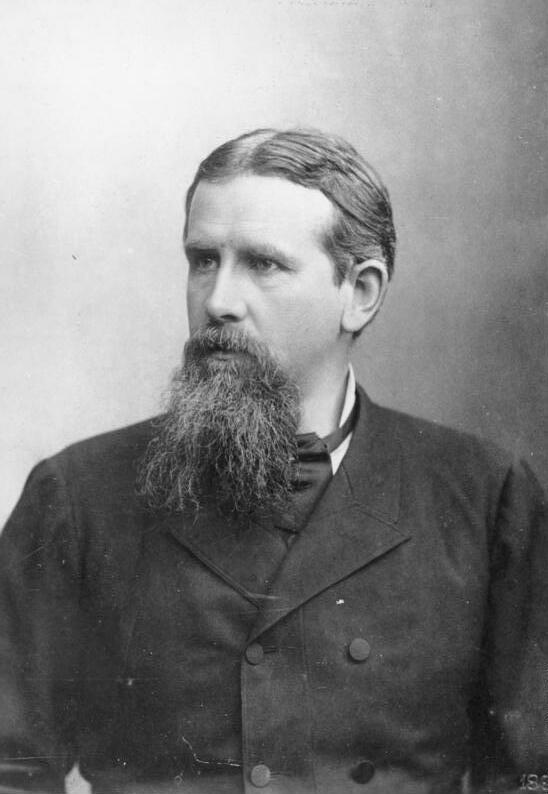
Friedrich Ratzel (1844–1904)

- Ratzel, Friedrich (1869–1907), deutscher Architekt und Hochschullehrer
- Rätzel, Fritz (1895–1941), deutscher Unternehmer
- Rätzel, Johann Konrad († 1754), deutscher Ostindienreisender und Sammler
- Rätzel, Karin (* 1947), deutsche Politikerin (parteilos), Oberbürgermeisterin von Cottbus (2002–2006)
- Ratzel, Ludwig (1915–1996), deutscher Politiker (SPD), MdB, MdEP
- Ratzel, Max-Peter (* 1949), deutscher Polizist, Direktor der europäischen Polizeibehörde Europol
- Ratzel, Ulrich (1963–2025), deutscher Physiker, Entomologe und Lepidopterologe
- Ratzenbeck, Peter (* 1955), österreichischer Gitarrist und Komponist
- Ratzenberger, Caspar (1533–1603), Stadtarzt in Naumburg (Saale) und Botaniker
- Ratzenberger, Edmund Theodor (1840–1879), deutscher Musiker
- Ratzenberger, Franz (* 1965), österreichischer Leichtathlet
- Ratzenberger, John (* 1947), US-amerikanischer Schauspieler, Fernsehregisseur und SynchronsprecherJohn Ratzenberger (* 1947)

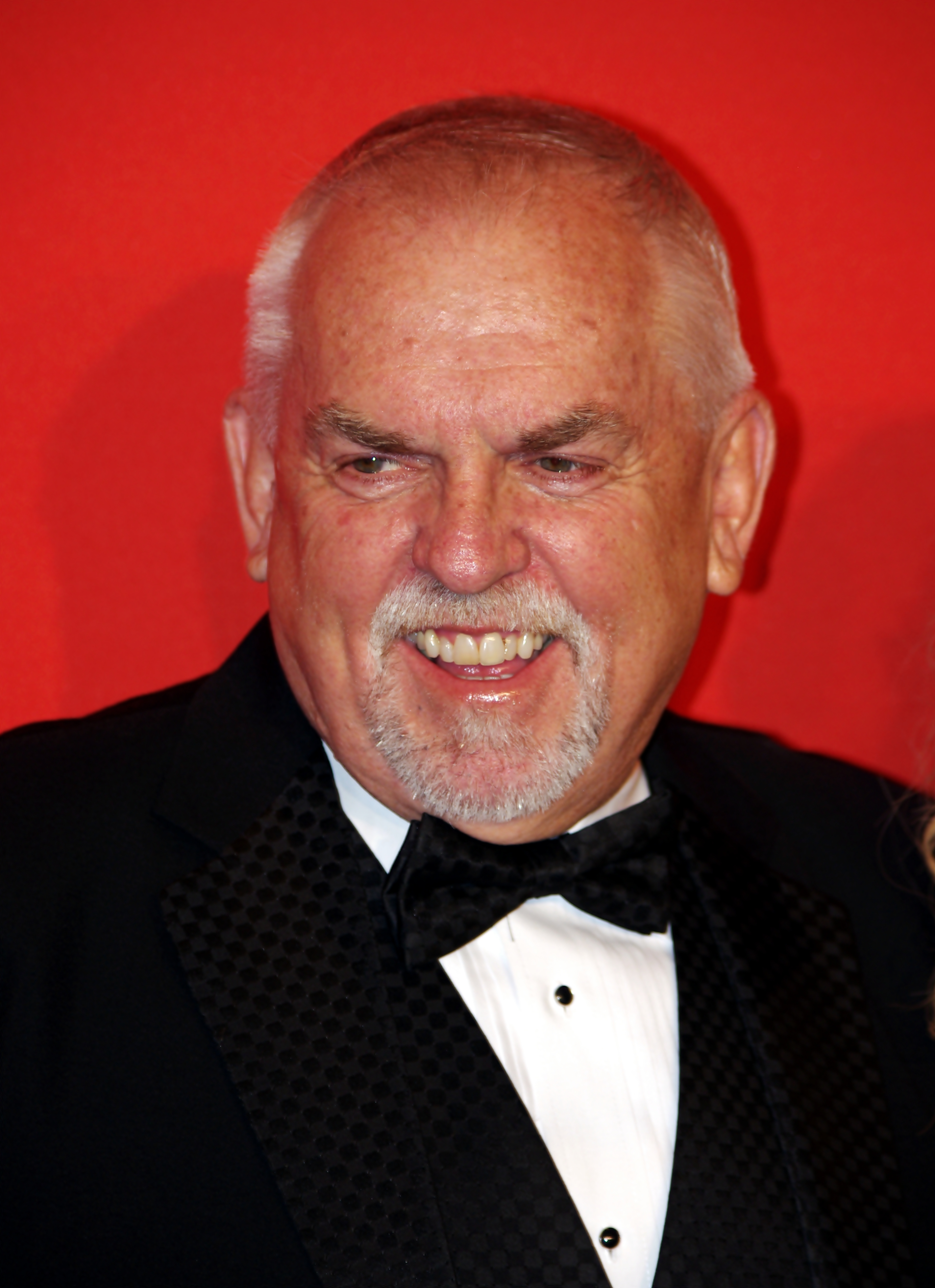
John Ratzenberger (* 1947)

- Ratzenberger, Matthäus (1501–1559), deutscher Arzt und Reformator der Wittenberger Reformation
- Ratzenberger, Roland (1960–1994), österreichischer Automobilrennfahrer
- Ratzenböck, Anneliese (* 1934), österreichische Journalistin und Autorin
- Ratzenböck, Christa (* 1972), österreichische Mezzosopranistin
- Ratzenböck, Hans-Jörg (1943–2016), österreichischer Musiker und Museumsleiter
- Ratzenböck, Josef (* 1929), österreichischer Politiker (ÖVP), Landeshauptmann von Oberösterreich
- Ratzenböck, Karl (1878–1946), österreichischer Politiker, Landtagsabgeordneter im Burgenland
- Ratzenböck, Maximilian (* 1991), österreichischer Schauspieler und Kabarettist
- Ratzenböck, Wilhelm (1900–1966), österreichischer Ordenspriester und Abt
- Ratzenhofer, Emil (1914–2005), österreichischer Eiskunstläufer
- Ratzenhofer, Gustav (1842–1904), österreichischer Feldmarschalleutnant, Philosoph und Soziologe
- Ratzenhofer, Max (1911–1992), österreichischer Pathologe
- Ratzer, Johann Karl (1802–1863), österreichischer Dichter, Abgeordneter und Verwaltungsjurist
- Ratzer, Karl (* 1950), österreichischer Gitarrist, Sänger und Komponist
- Ratzinger, Georg (1844–1899), deutscher römisch-katholischer Geistlicher, Sozialreformer, Publizist und Politiker (BBB), MdR
- Ratzinger, Georg (1924–2020), deutscher Diözesanpriester und KirchenmusikerGeorg Ratzinger (1924–2020)

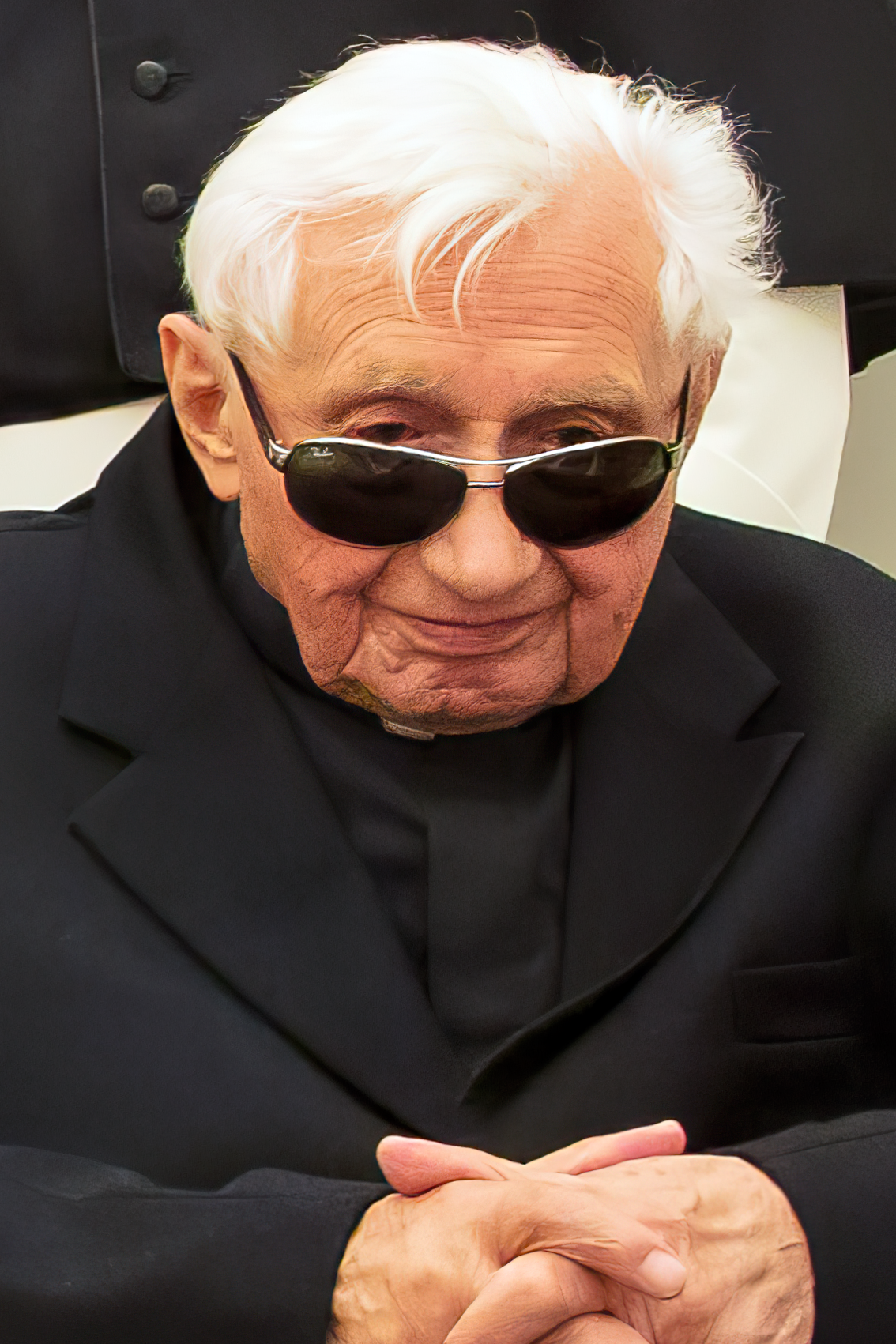
Georg Ratzinger (1924–2020)

- Ratzinger, Moritz (1849–1930), bayerischer Generalleutnant
- Ratzinger, Rudolf (* 1966), deutscher Musiker
- Ratzinger-Sakel, Nicole V. S. (* 1981), deutsche Wirtschaftswissenschaftlerin und Hochschullehrerin (Universität Hamburg)
- Ratzka, Clara (1871–1928), deutsche Schriftstellerin
- Ratzke, Dietrich (1939–2025), deutscher Journalist
- Ratzke, Sven (* 1977), deutsch-niederländischer Kabarettist, Sänger und Entertainer
- Ratzki, Anne (* 1937), deutsche Schulleiterin und Gesamtschulförderin
- Ratzlaff, Casey (* 1998), US-amerikanischer Rollstuhltennisspieler
- Ratzlaff, Siegfried (* 1934), deutscher Maler, Grafiker und Hochschullehrer
- Rätzmann, Jürgen (1927–2013), deutscher Politiker (CDU), MdL (Niedersachsen)
- Ratzmann, Rolf-Dietrich (1944–1992), deutscher Maler und Grafiker
- Ratzmann, Volker (* 1960), deutscher Politiker (Bündnis 90/Die Grünen), MdA und RechtsanwaltVolker Ratzmann (* 1960)

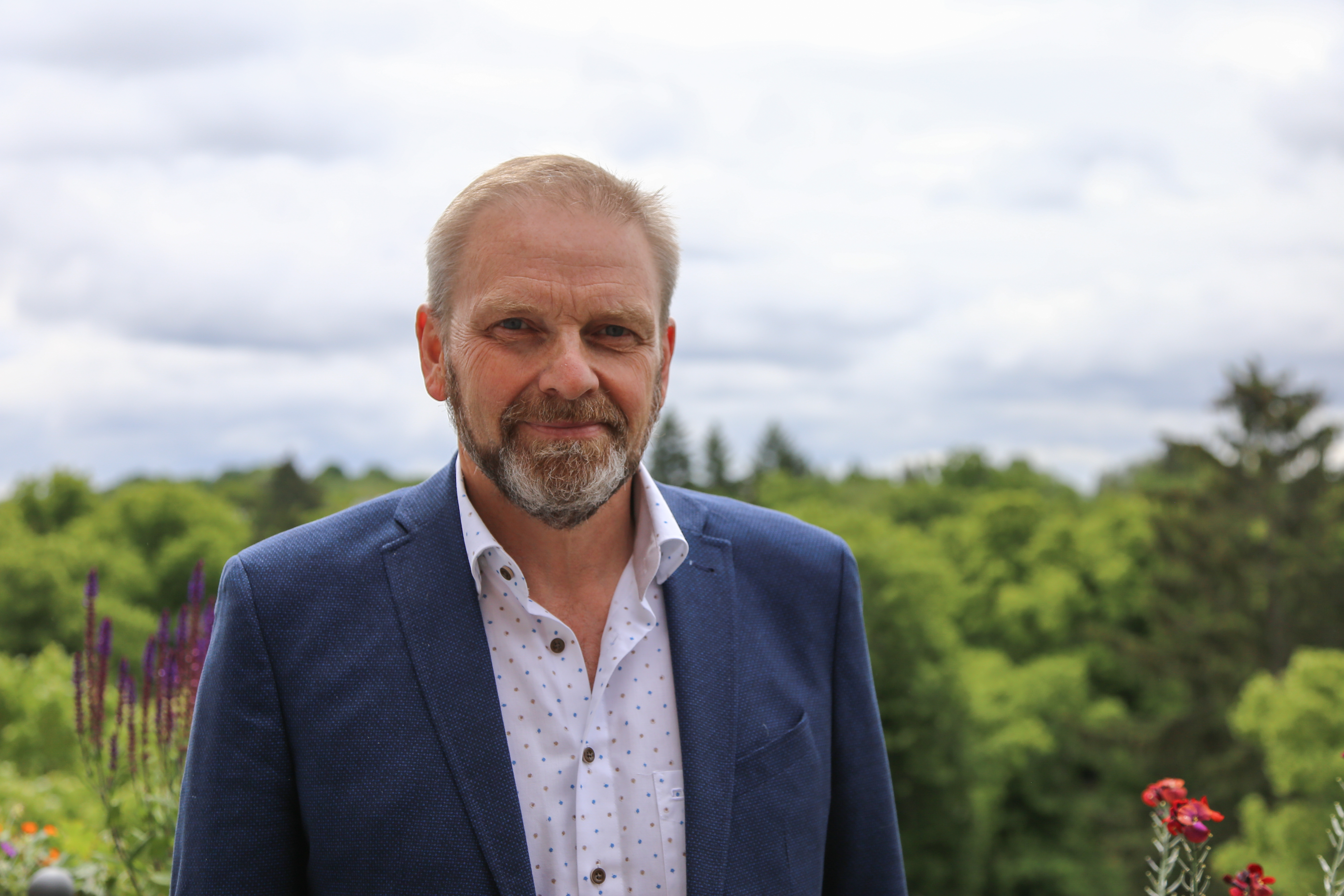
Volker Ratzmann (* 1960)

- Ratzmann, Wolfgang (* 1947), lutherischer Theologe und Hochschullehrer
- Ratzon, Michael (* 1952), israelischer Politiker und Knessetabgeordneter
- Rätzsch, Heinrich (1815–1865), deutscher Stenograf und Autor
- Rätzsch, Johann Richard (1850–1898), deutscher Stenograf und Autor
- Rätzsch, Manfred (* 1933), deutscher Chemiker
- Rätzsch, Margit (1934–2016), deutsche Physikochemikerin und Professorin für physikalische Chemie